# Argentinische Rugby-Union-Nationalmannschaft
Die argentinische Rugby-Union-Nationalmannschaft (spanisch Selección nacional de rugby de Argentina) ist die Nationalmannschaft Argentiniens in der Sportart Rugby Union und repräsentiert das Land bei allen Länderspielen (Test Matches) der Männer. Sie wird meist als Los Pumas (dt.: Die Pumas) bezeichnet und gilt als beste Mannschaft des amerikanischen Kontinents. Die organisatorische Verantwortung trägt die Unión Argentina de Rugby (UAR).
Einwanderer von den Britischen Inseln verbreiteten den Rugbysport in Argentinien gegen Ende des 19. Jahrhunderts. Das erste Test Match fand 1910 gegen das britische Auswahlteam British Lions statt. Der Weltverband World Rugby betrachtet Argentinien neben zehn anderen als eine Rugbynation der ersten Stärkeklasse (tier one). Seine wichtigsten internationalen Auftritte hat das Team bei den alle vier Jahre stattfindenden Weltmeisterschaften. Seit deren Einführung im Jahr 1987 hat es an jedem Turnier teilgenommen. Das beste Ergebnis erreichten die Pumas bei der Weltmeisterschaft 2007 in Frankreich mit dem dritten Platz.
Gegen fast alle anderen Nationalmannschaften Amerikas ist Argentinien bis heute unbesiegt geblieben, die einzigen Niederlagen resultierten gegen Kanada (letztmals 2005). Entsprechend ist die Dominanz bei südamerikanischen und panamerikanischen Meisterschaften. Lange Zeit war Argentinien die einzige Mannschaft der ersten Stärkeklasse, die nicht an einem jährlichen Turnier teilnahm. Dies änderte sich 2012, als das Turnier Tri Nations mit der Aufnahme der Pumas zur Rugby Championship erweitert wurde. Seither spielen sie jedes Jahr gegen die Wallabies aus Australien, die All Blacks aus Neuseeland und die Springboks aus Südafrika um den Titel der besten Mannschaft der Südhemisphäre. Bisher wurden vier argentinische Nationalspieler in die World Rugby Hall of Fame aufgenommen.

## Organisation

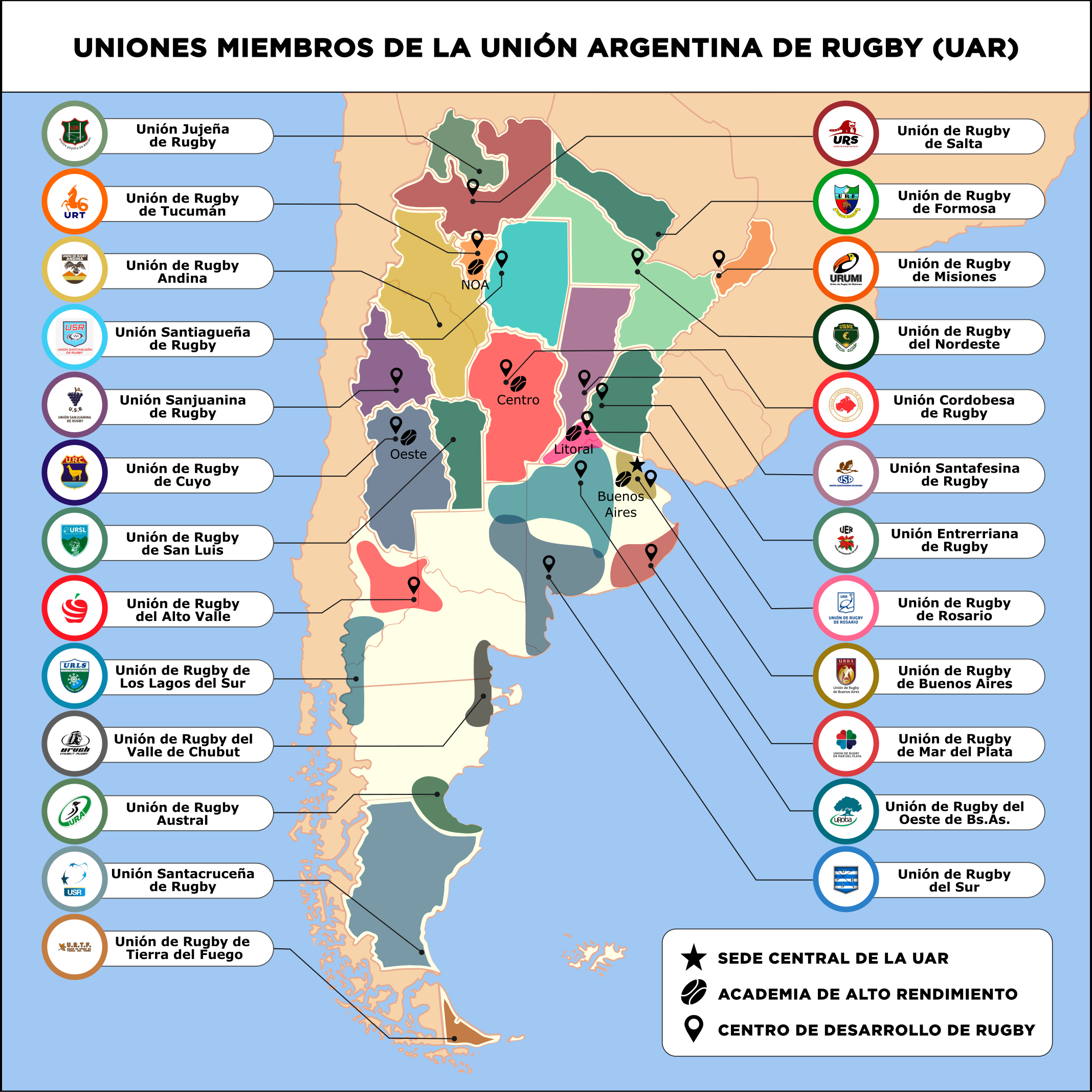
Karte der argentinischen Regionalverbände

Verantwortlich für die Organisation von Rugby Union in Argentinien ist die Unión Argentina de Rugby (UAR). Die UAR wurde am 10. April 1899 als River Plate Rugby Union gegründet und trat 1987 dem International Rugby Football Board (IRFB; heute World Rugby) bei. Sie war außerdem im Jahr 1988 Gründungsmitglied des südamerikanischen Kontinentalverbandes CONSUR (heute Sudamérica Rugby). Die Unión Argentina de Rugby besteht aus 25 Regionalverbänden, die zu einem großen Teil mit den Provinzen Argentiniens übereinstimmen. Die höchste Rugby-Union-Liga in Argentinien ist die Nacional de Clubes, an der je zur Hälfte Mannschaften aus Buenos Aires und aus den Provinzen teilnehmen. Von 2016 bis 2020 nahm mit den Jaguares eine argentinische Mannschaft an Super Rugby teil, der internationalen Rugbyliga der Südhemisphäre. Seit 2023 nehmen die zwei argentinischen Teams Dogos und Pampas an der Profiliga Super Rugby Americas teil. Diese umfasst auch Teams aus Brasilien, Chile, Paraguay, Uruguay und den Vereinigten Staaten. Die meisten Nationalspieler stehen bei europäischen Vereinen in der englischen oder französischen Liga unter Vertrag.
Neben der eigentlichen Nationalmannschaft ruft die UAR weitere Auswahlmannschaften zusammen. Die Pumitas bilden die U-20-Nationalmannschaft und nehmen an der entsprechenden Rugby Championship sowie den Weltmeisterschaften teil. Kinder und Jugendliche werden bereits in der Schule an den Rugbysport herangeführt und je nach Interesse und Talent beginnt dann die Ausbildung. Die zweite Nationalmannschaft Argentiniens bilden die Argentina XV (wobei XV für die Anzahl Spieler im Rugby Union steht). Ab 2010 bestand die Auswahlmannschaft Pampas XV, die zwar ausschließlich aus argentinischen Spielern zusammengesetzt war, aber in Südafrika am Vodacom Cup teilnahm (anschließend bis zur Auflösung 2015 an der World Rugby Pacific Challenge).

## Geschichte

### Die Anfänge

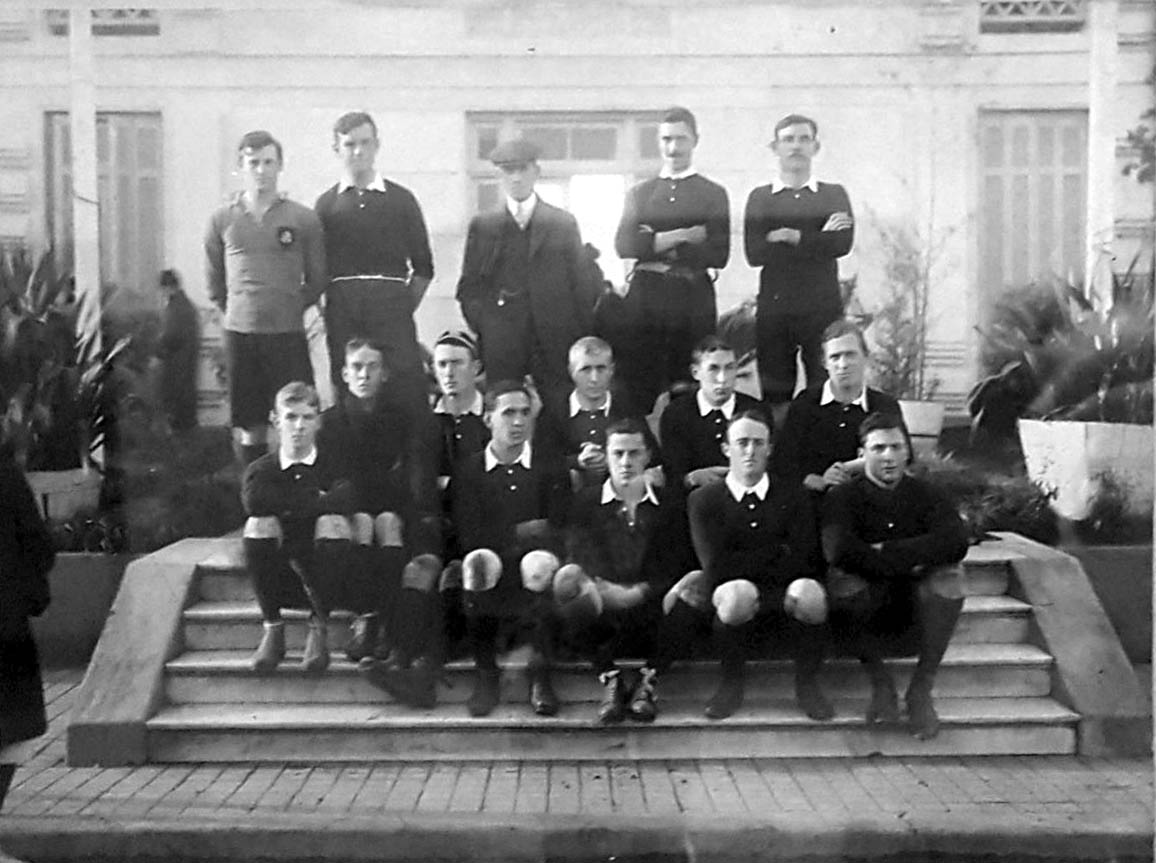
Die erste argentinische Mannschaft vor dem Spiel gegen die British Lions, 1910

Ähnlich wie beim Fußball brachten britische Einwanderer, die für Banken und Eisenbahngesellschaften unter britischer Kontrolle tätig waren, den Rugbysport mit nach Argentinien. Briten waren auch die Gründer der ersten Rugbyvereine und blieben in den ersten Jahrzehnten weitgehend unter sich. Einheimische Spieler waren bei zahlreichen Vereinen zu Beginn gar nicht zugelassen und wurden erst allmählich und nur ausnahmsweise aufgenommen. Das erste Spiel fand 1873 auf dem Gelände des Buenos Aires Cricket & Rugby Club statt, wobei es sich um eine Mischung aus Rugby und Fußball handelte. Am 14. Mai 1874 folgte das erste Spiel nach den standardisierten Regeln der englischen Rugby Football Union (RFU). Sechs Vereine aus Buenos Aires und Rosario gründeten 1899 den Verband River Plate Rugby Union, die spätere Unión Argentina de Rugby (UAR). Bis zur Entstehung des ersten rein argentinischen Vereins vergingen weitere fünf Jahre. Ihm gehörte unter anderem der Luftfahrtpionier Jorge Newbery an.

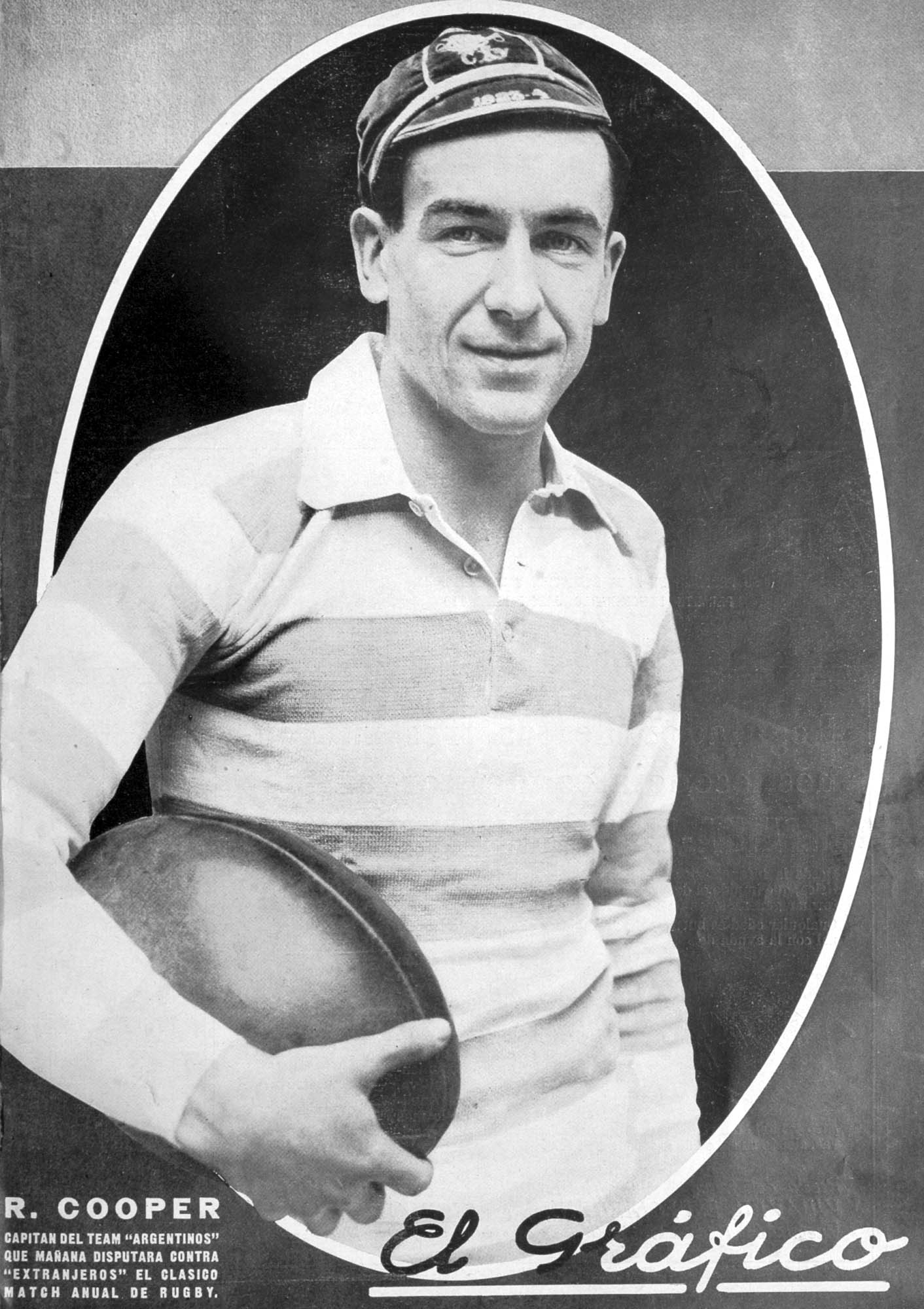
Reginald Cooper, Mannschaftskapitän 1928

Anlässlich der Hundertjahrfeier der Mai-Revolution reiste 1910 eine Auswahl englischer und schottischer Spieler nach Argentinien. Die argentinischen Zeitungen bezeichneten die tourende Mannschaft als Combinado Británico; heute wird sie als Reserveauswahl der British Lions betrachtet, die zur selben Zeit durch Südafrika tourte. Das Team gewann alle sechs Spiele. Darunter war das erste Test Match gegen eine Auswahl des argentinischen Verbandes, das am 12. Juni 1910 auf dem Sportplatz der Sociedad Sportiva Argentina stattfand und mit einem 28:3-Sieg der Gäste endete. Auf Seiten der Argentinier standen fast ausschließlich Nachfahren britischer Einwanderer im Einsatz. Einzige Ausnahme war Barry Heatlie, der früher für Südafrika gespielt hatte und bei der weiteren Verbreitung des Rugbysports in Argentinien eine führende Rolle innehatte.
Auf Einladung der River Plate Rugby Union reisten die British Lions im Juli und August 1927 zum zweiten Mal nach Argentinien. Das Gästeteam stand unter der Leitung von James Baxter, dem damaligen RFU-Präsidenten. Die Briten bestritten in Buenos Aires neun Spiele und blieben unbesiegt. Darunter waren auch vier Test Matches, die Argentinien alle mit mehr als 30 Punkten Unterschied verlor. Trotz der deutlichen Unterlegenheit der Gastgeber erwies sich die Tour als großer finanzieller Erfolg. Die Junior Springboks, die Juniorenauswahl Südafrikas, waren im Juli 1932 zu Besuch; sie traten unter anderem zu zwei inoffiziellen Länderspielen an und gewannen beide deutlich. Im August 1936 besuchten die British Lions Argentinien zum dritten (und bisher letzten) Mal, wobei sie alle zehn Partien für sich entschieden. Darunter war auch ein Spiel gegen die argentinische Nationalmannschaft, das trotz der Genehmigung der Tour durch das International Rugby Football Board (IRFB; heute World Rugby) nicht als Test Match zählte. Einen Monat später reiste die Nationalmannschaft erstmals überhaupt ins Ausland. Dabei gewann sie in Valparaíso beide Test Matches gegen Chile deutlich. Die Chilenen statteten im August 1938 einen Gegenbesuch ab, wobei den Argentiniern der erste Heimsieg gelang.

### Nachkriegsjahre

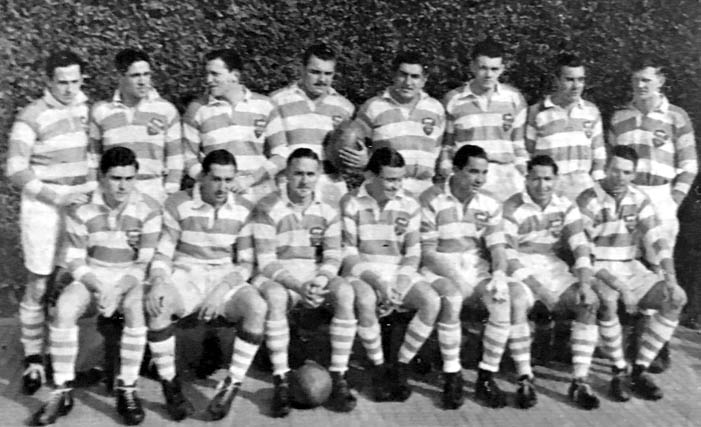
Das argentinische Team bei der Südamerika-Meisterschaft 1951

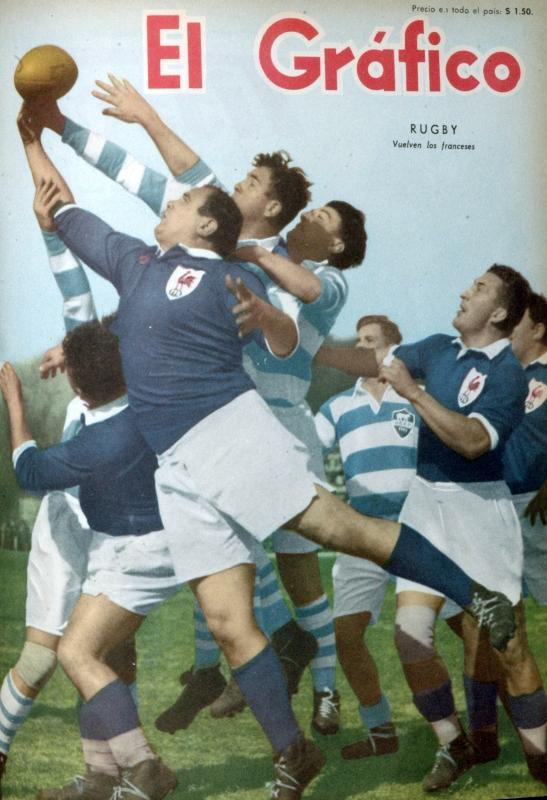
Argentinien gegen Frankreich, Titelbild von El Gráfico, 1954

Wegen des Zweiten Weltkrieges kam es zu einer elfjährigen Unterbrechung des internationalen Spielbetriebes. Im August und September 1949 war mit Frankreich erstmals eine europäische Nationalmannschaft in Argentinien zu Gast. Die zwei Test Matches gegen die Franzosen am Ende der neun Spiele umfassenden Tour gingen zwar verloren, doch das Ergebnis fiel jeweils wesentlich knapper aus als erwartet. Eines der Haupthindernisse bei der Weiterentwicklung des argentinischen Rugbys war die geographische Isolation des Landes in Bezug auf andere wichtige Rugbynationen. Obwohl in Chile, Uruguay und Brasilien ebenfalls Rugby gespielt wurde, ist das Spielniveau in Argentinien seit jeher um Klassen besser, weshalb die Nationalmannschaft in Südamerika weitestgehend konkurrenzlos ist. Dies zeigte sich exemplarisch bei der 1951 erstmals ausgetragenen Südamerikameisterschaft, bei der die Argentinier den anderen Teilnehmern nicht den Hauch einer Chance ließen. Bis zu ihrer letztmaligen Teilnahme im Jahr 2013 verloren sie kein einziges Spiel.
Im August und September 1952 reiste die irische Nationalmannschaft durch Südamerika, doch die Durchführung dieser Tour schien zunächst unsicher. Kurz nach der Abreise der Iren verstarb die argentinische Präsidentengattin Eva Perón, worauf Staatstrauer herrschte. Alle neun in Buenos Aires vorgesehenen Spiele fanden trotzdem statt, darunter beide Begegnungen mit dem argentinischen Nationalteam. Diese endeten mit einem Unentschieden und einem Sieg für Irland, erhielten aber keinen Test-Match-Status. Dennoch hatten die Argentinier bewiesen, dass sie durchaus mit europäischen Teams mithalten konnten, was der Verband als ermutigend betrachtete. Zwei Jahre später reisten die Franzosen zum zweiten Mal nach Argentinien und entschieden beide Test Matches in Buenos Aires relativ deutlich für sich.
Nachdem mehrere Anläufe, die Universitäten Oxford und die Cambridge zu einem prestigeträchtigen Besuch nach Argentinien zu holen, gescheitert waren, gelang dies schließlich 1956. Die gemeinsame Auswahl beider Universitäten, der auch mehrere englische Nationalspieler angehörten, blieb in beiden Begegnungen mit der argentinischen Nationalmannschaft siegreich und entschied auch die übrigen Spiele für sich. Noch besser mit der internationalen Konkurrenz mithalten konnten die Argentinier im September 1959, als die Junior Springboks erstmals nach über einem Vierteljahrhundert wieder durch Südamerika tourten. In den beiden Begegnungen mit der südafrikanischen Nachwuchsauswahl fielen die Niederlagen jeweils knapp aus. Die französische Nationalmannschaft war im Juli und August 1960 zum dritten Mal zu Besuch in Argentinien. Während ihrer Südamerika-Tour gewannen die Gäste alle 13 Spiele, darunter drei Test Matches. Dennoch zeigten sie sich von den Leistungen der Gastgeber sehr beeindruckt.

### Zunehmende internationale Kontakte

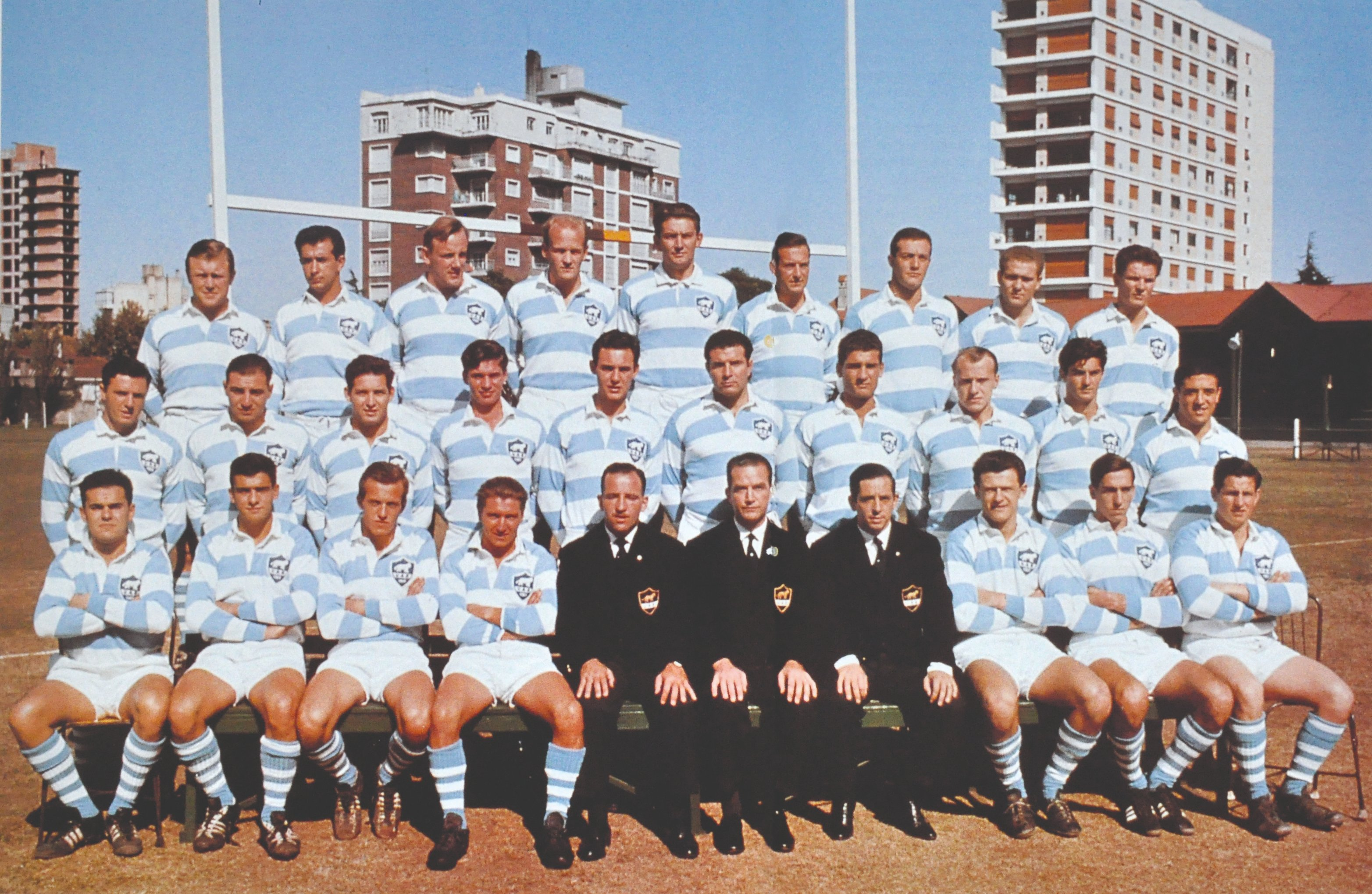
Die argentinische Mannschaft während der 1965-Tour nach Rhodesien und Südafrika

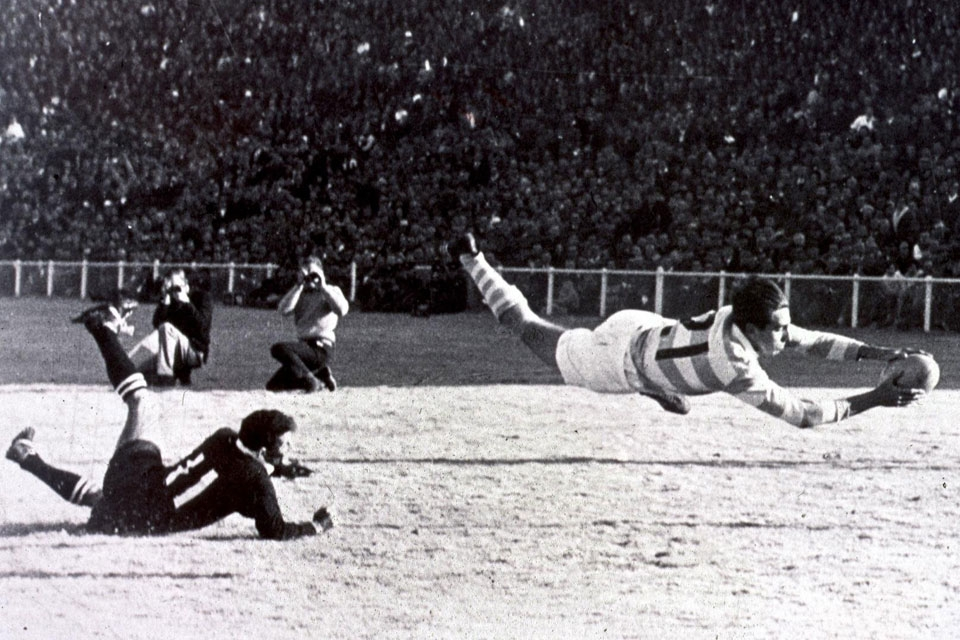
Marcelo Pascual erzielt den entscheidenden Versuch gegen die Junior Springboks (1965)

1964 lud die South African Rugby Union die UAR zu einer Tour durch Südafrika und Rhodesien ein. Um sich gezielt darauf vorzubereiten, verpflichtete die UAR mit dem Südafrikaner Izak van Heerden den ersten ausländischen Nationaltrainer. Der erste Besuch auf der anderen Seite des Atlantiks fand im Mai und Juni 1965 statt und umfasste 16 Spiele. Zwar standen keine Test Matches auf dem Programm, doch die Gegner waren durchwegs ernstzunehmende Auswahlteams auf hohem spielerischem Niveau. Während dieser Tour etablierte sich der Spitzname „Pumas“ für die Argentinier. Nach zwei Niederlagen zu Beginn (darunter gegen die Auswahl Rhodesiens) gewöhnten sie sich an die Bedingungen und feierten insgesamt elf Siege. Besonders bemerkenswert war der 11:6-Sieg über die Junior Springboks am 19. Juni vor über 40.000 Zuschauern im Ellis Park Stadium von Johannesburg. Bei ihrer Rückkehr wurden die Pumas von einer großen Menschenmenge begeistert empfangen. Diese Tour gilt Geburtsstunde des modernen Rugbyzeitalters in Argentinien und hatte einen spürbaren Popularitätsschub zur Folge. Sie führte auch dazu, dass mehr internationale Teams daran interessiert waren, gegen die Pumas anzutreten. Danach spielte Argentinien zuhause gegen den tourenden französischen Meister Section Paloise; das Spiel blieb mehr wegen des Aufruhrs und des Fehlverhaltens beider Mannschaften als wegen des argentinischen Siegs in Erinnerung. Den Abschluss des ereignisreichen Jahres 1965 bildete die Argentinien-Tour der gemeinsamen Auswahl der Universitäten Oxford und Cambridge; die drei Spiele gegen die Nationalmannschaft endeten mit je einem Sieg, einem Unentschieden und einer Niederlage.
Im September 1968 reiste die walisische Nationalmannschaft nach Buenos Aires und spielte unter anderem zwei Partien gegen Argentinien, die aber nicht als Test Matches zählten. Völlig überraschend mussten sich die Waliser im ersten Spiel geschlagen geben und im zweiten kamen sie nicht über ein Unentschieden hinaus. Erstmals überhaupt war es den Pumas gelungen, eine Serie gegen eine etablierte Rugbynation für sich zu entscheiden. Ein Jahr später folgte der erstmalige Besuch der Schotten, deren Tour ebenfalls zwei inoffizielle Begegnungen mit den Pumas umfasste. Argentinien gewann das erste deutlich, verlor aber das zweite knapp, womit die Serie unentschieden endete. In den 1970er Jahren setzte Argentinien seinen Aufstieg zu einer Topmannschaft fort. Eine Schlüsselrolle spielte dabei Hugo Porta, der von 1971 bis 1990 für die Pumas spielte und während dieser Zeit zu den weltweit besten Spielern auf der Position des Verbindungshalb gehörte. Im Juni und Juli 1971 unternahm Argentinien eine weitere Tour nach Südafrika und zeigte ähnlich gute Leistungen wie sechs Jahre zuvor. Unter anderem resultierte gegen die Gazelles, die südafrikanische U23-Auswahl, je ein Sieg und eine Niederlage. Ursprünglich war auch ein Spiel in Rhodesien geplant, es musste aber auf Druck der argentinischen Regierung abgesagt werden. Im Oktober und November 1973 unternahmen die Pumas eine Tour nach Irland und Schottland, wo sie acht Spiele absolvierten. Beide inoffiziellen Begegnungen mit den jeweiligen Nationalteams gingen verloren, jenes gegen die Schotten jedoch nur mit einem Punkt Unterschied.

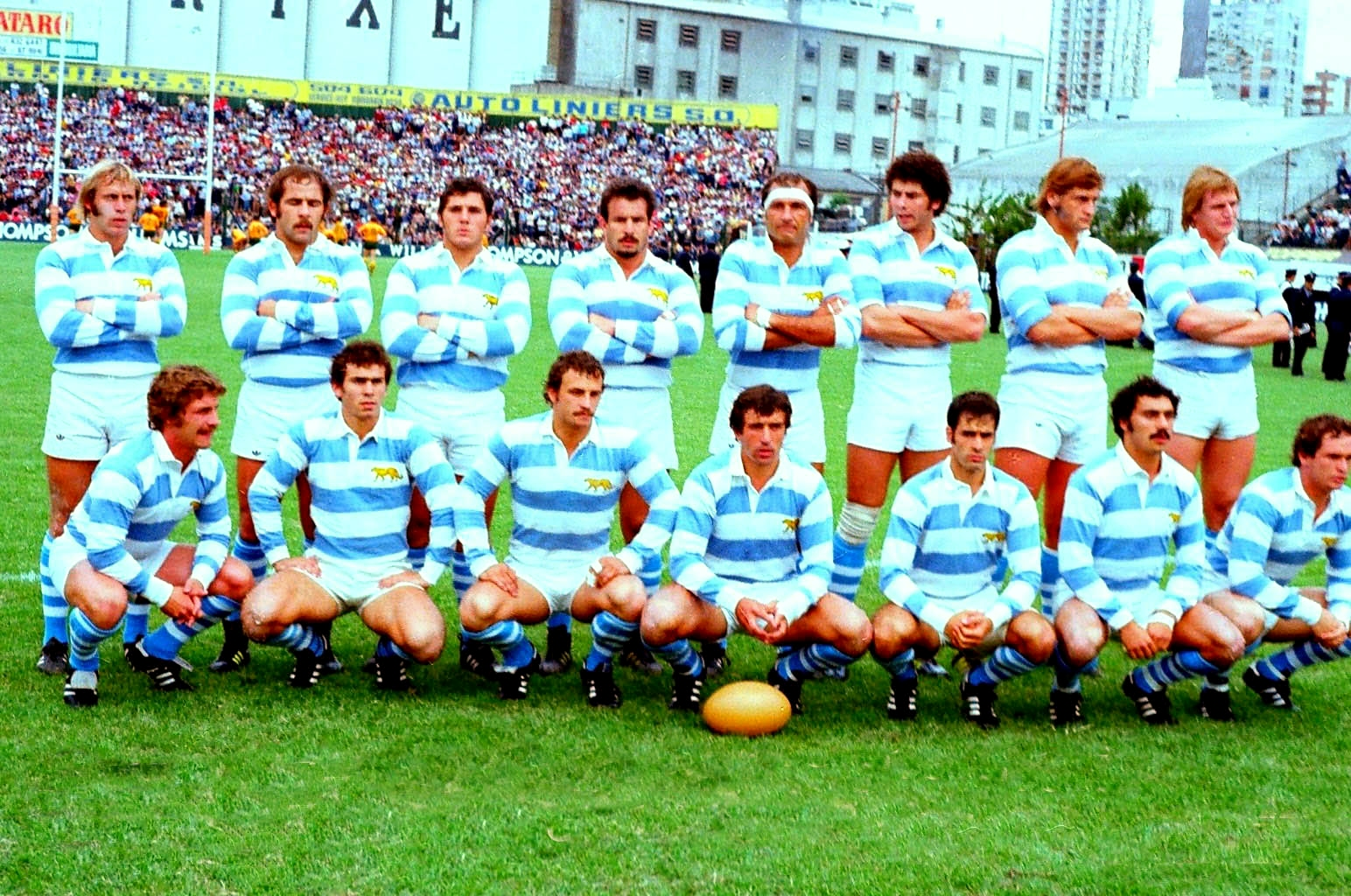
Die Pumas, die 1979 Australien daheim in Buenos Aires bezwingen konnten

Die seit 1961 andauernde Ungeschlagenheit in offiziellen Test Matches endete im Juni 1974, als die Pumas zuhause gegen die Franzosen zwei knappe Niederlagen hinnehmen mussten. Zwei weitere Test-Match-Niederlagen folgten im Oktober 1975 auswärts im Rahmen einer sieben Spiele umfassenden Tour durch Frankreich. Ein Jahr später besuchten die Argentinier Wales und England auf einer Tour mit sechs Spielen. In der inoffiziellen Begegnung mit der walisischen Nationalmannschaft am 16. Oktober 1976 in Cardiff standen die Pumas vor einem historischen Erfolg gegen das damals dominierende Team der Nordhemisphäre. Lediglich ein Straftritt durch Phil Bennett nach einem Foul von Gabriel Travaglini kurz vor Spielende sicherte den Walisern den 20:19-Sieg. Einen Monat später empfingen die Pumas erstmals die All Blacks aus Neuseeland zu zwei inoffiziellen Heimspielen, die beide recht deutlich verloren gingen. Am 2. Juli 1977 gelang den Pumas zuhause erstmals ein Unentschieden gegen Frankreich. Im September und Oktober 1978 tourten sie erneut durch Europa und bestritten neun Spiele. Die erste Begegnung mit der englischen Nationalmannschaft (ohne Test-Match-Status) endete am 14. Oktober 1978 mit einem überraschenden 13:13-Unentschieden. Zehn Tage später ging das erste Test Match gegen Italien mit 6:19 verloren.

### Etablierung und Anerkennung

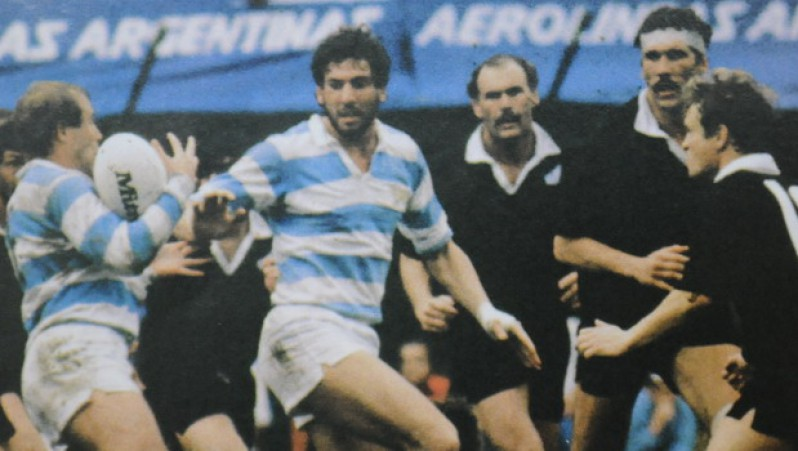
Die Pumas beim historischen Unentschieden gegen die All Blacks (1985)

Auf Einladung der New Zealand Rugby Football Union tourten die Pumas im August und September 1979 erstmals durch Neuseeland, wo sie sechs von sieben Spielen gegen regionale Auswahlteams für sich entschieden. Hingegen verloren sie beide nichtoffiziellen Begegnungen mit den All Blacks, wenn auch recht knapp. Knapp zwei Monate später war Argentinien erstmals Gastgeber der Wallabies, der Nationalmannschaft Australiens. Im ersten Test Match zwischen beiden Nationalteams setzten sich die Pumas am 27. Oktober mit 24:13 durch, am 3. November revanchierten sich die Wallabies mit einem 17:12-Sieg. Von nun an erkannten sämtliche Mitglieder des damals noch ziemlich exklusiven IRFB allen Begegnungen mit den Pumas den Test-Match-Status zu. Wie in den übrigen führenden Rugbynationen waren die argentinischen Beziehungen zum Apartheid-Regime Südafrikas ambivalent. Um das von der Regierung ausgesprochene Verbot sämtlicher Spiele gegen südafrikanische Teams zu umgehen, bildete sich 1980 eine „Schattenmannschaft“ namens Sudamérica XV. Ihr gehörten Spieler aus fünf südamerikanischen Ländern an, wobei die Argentinier (darunter zahlreiche Nationalspieler) deutlich in der Überzahl waren. Sie wurde von der UAR zwar nicht offiziell anerkannt, aber von ihr stillschweigend geduldet. Im Verlaufe der nächsten vier Jahre trat die Sudamérica XV achtmal gegen die Springboks an, konnte aber nur ein Spiel für sich entscheiden (am 3. April 1982 in Bloemfontein).

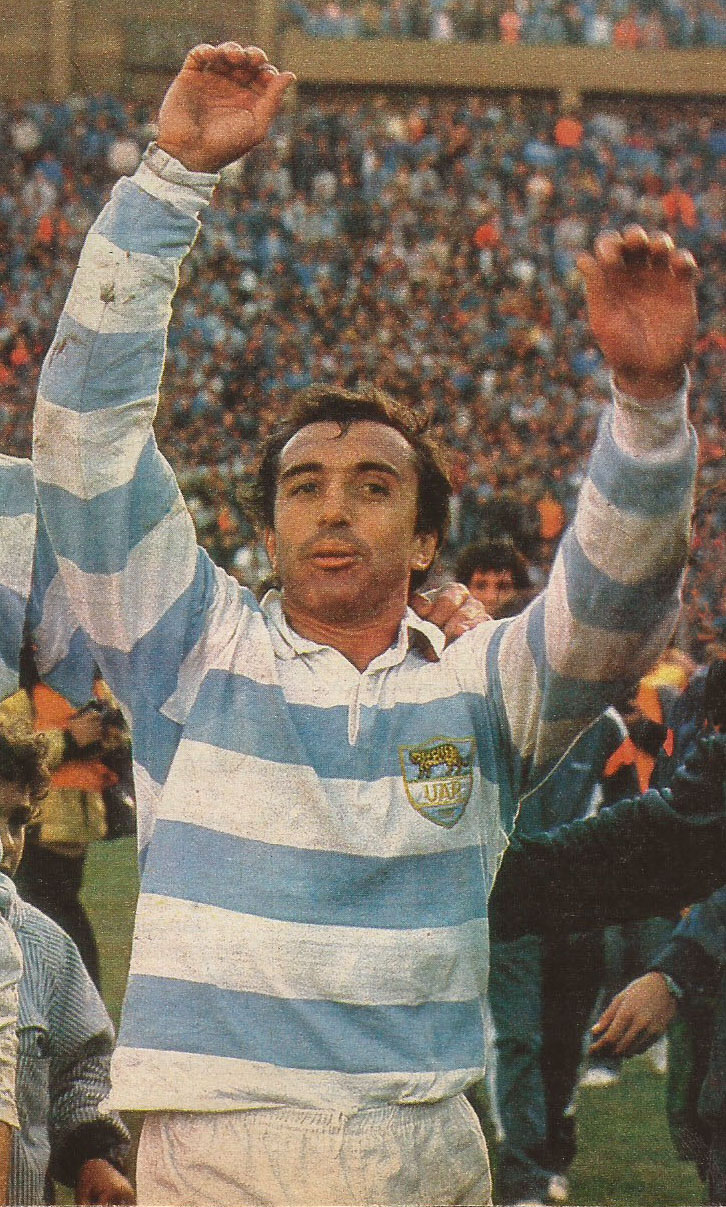
Hugo Porta spielte 19 Jahre für die Pumas

Die Pumas empfingen im November 1980 erstmals Fidschi und siegten in beiden Test Matches. Im Mai und Juni 1981 waren erstmals überhaupt die Engländer zu Test Matches in Argentinien zu Gast, wobei den Pumas im ersten Spiel ein Unentschieden gelang. Als Folge des Falklandkrieges gab es in den nächsten neun Jahren keine einzige Begegnung mit einer der vier britischen Home Nations. Da dieser Konflikt nach nur zweieinhalb Monaten beendet war und sich größtenteils außerhalb der Rugby-Saison ereignet hatte, gab es kaum Auswirkungen auf den Spielbetrieb. Bereits im November 1982 tourten die Pumas wieder durch Europa; sie traten zweimal gegen Frankreich und zum ersten Mal gegen Spanien an. Während der Australientour im Juli und August 1983 gelang den Pumas erstmals ein Auswärtssieg über die Wallabies. Das Jahr 1985 gilt als eines der besten in der bisherigen Geschichte des argentinischen Rugbysports. Frankreich unternahm eine Südamerikatour und spielte unter anderem zweimal gegen die Pumas. Im ersten Test Match am 22. Juni gelang Argentinien der erste Sieg über diese Mannschaft. Fünf Monate später waren auch die beinahe unbezwingbar scheinenden All Blacks zu Gast. Während das erste Test Match erwartungsgemäß mit 20:33 verloren ging, konnten sich die Pumas im zweiten Spiel markant steigern und den Neuseeländern ein 21:21-Unentschieden abringen; selbst ein Sieg schien in Griffweite zu sein. Der herausragende Hugo Porta erzielte dabei sämtliche Punkte für die Pumas. Noch heute gilt dieses Spiel als Meilenstein. 1986 empfing Argentinien Frankreich und feierte einen Sieg im ersten der beiden Test Matches. Im selben Jahr tourten sie durch Australien, wo sie beide Test Matches gegen die Wallabies verloren.
Im Mai 1985 beschloss das IRFB die Einführung der Rugby-Union-Weltmeisterschaft. Die neue Veranstaltung sollte ursprünglich den Mitgliedsverbänden vorbehalten sein, doch der französische Verbandspräsident Albert Ferrasse machte seine Zustimmung davon abhängig, dass auch Nichtmitglieder teilnahmeberechtigt sein müssten. So kam es, dass unter anderem Argentinien eine Einladung erhielt. 1987 erfolgte die Aufnahme des argentinischen Verbandes in den IRFB. Ein Jahr später gehörte die UAR zu den Gründungsmitgliedern des Kontinentalverbandes CONSUR (heute Sudamérica Rugby). Zu Beginn der ersten Weltmeisterschaft 1987 waren die Argentinier voller Selbstvertrauen und zuversichtlich, dass sie zumindest das Viertelfinale erreichen würden. Allerdings verloren sie im ersten Gruppenspiel gegen Fidschi überraschend mit 9:28. Es folgten ein 25:16-Sieg über Italien und die erwartete Niederlage (15:46) gegen Neuseeland, womit Argentinien den letzten Gruppenrang hinter den punktgleichen Fidschianern und Italienern belegte. Entscheidend war die Anzahl erzielter Versuche anstatt wie in späteren Austragungen üblich die Differenz der erzielten Spielpunkte; ansonsten hätte Argentinien den zweiten Rang belegt und sich für die K.-o.-Runde qualifiziert.

### Zeit des Übergangs
1988 spielte Argentinien gleich viermal gegen Frankreich (je zweimal zuhause und auswärts) und errang dabei einen Heimsieg. 1989 revanchierten sich die Pumas zuhause für die WM-Niederlage gegen Italien und unternahmen daraufhin eine neun Spiele umfassende Tour nach Neuseeland, wobei die zwei Test Matches gegen die All Blacks mit deutlichen Niederlagen endeten. Bei der 1989/90 stattfindenden WM-Qualifikation taten sich die Pumas schwer: Zwar gewannen sie beide Spiele gegen die USA, verloren aber auch zweimal gegen Kanada. Im Juli und August 1990 war England in Argentinien zu Gast. Es handelte sich um die erste Tour eines britischen Teams seit dem Falklandkrieg; entsprechend war sie von Gehässigkeiten zwischen den Spielern und unter den Zuschauern geprägt. England trat überwiegend mit unerfahrenen Neulingen an und die Pumas konnten das zweite der beiden Test Matches knapp für sich entscheiden. Weniger erfolgreich war die Großbritannien-Tour der Pumas im Oktober und November desselben Jahres. Beim ersten offiziellen Test Match gegen Irland resultierte eine knappe Niederlage. Jeweils in einem Debakel endeten das Spiel gegen England (0:51) und die erste Begegnung mit Schottland (3:49).
Nicht viel besser erging es den Pumas bei der Tour der All Blacks durch Argentinien im Juli 1991, denn beide Test Matches endeten mit deutlichen Niederlagen. Grund für die Schwächephase zu Beginn der 1990er Jahre war ein markanter Umbau des Teams, nachdem zahlreiche Stammspieler ihre Karriere beendet hatten. Deshalb traten vor allem Spieler mit wenig Erfahrung für die Nationalmannschaft an. Dies zeigte sich exemplarisch bei der Weltmeisterschaft 1991. Argentinien blieb in allen drei Gruppenspiele gegen Australien, Wales und Westsamoa chancenlos und schied als Letztplatzierter aus. Nach zwei deutlichen Heimniederlagen gegen Frankreich im Juli 1992 tourten die Pumas im Herbst durch Europa. Dabei siegten sie zweimal gegen Spanien und einmal gegen Rumänien. Das herausragende Ergebnis war ein 24:20-Sieg über Frankreich in Nantes, der erste Auswärtssieg gegen diesen Gegner. 1993 kam es zu zwei Premieren: Im Mai empfingen sie erstmals Japan und im November fanden in Buenos Aires erstmals offizielle Test Matches gegen Südafrika statt, nachdem der Apartheid-Boykott zu Ende gegangen war. Während gegen die Japaner zwei Siege resultierten, mussten sich die Pumas zweimal den Springboks geschlagen geben.
Im Mai 1994 sicherten sich die Pumas in der WM-Qualifikation gegen die USA den einzigen Startplatz des amerikanischen Kontinents. Einen Monat später tourte Schottland durch Argentinien und konnte in beiden Test Matches bezwungen werden. Hingegen endete die Tour im Oktober durch Südafrika mit zwei Test-Match-Niederlagen gegen die Springboks, im April und Mai 1995 folgten auf der Australien-Tour zwei weitere Niederlagen gegen die Wallabies. Die Weltmeisterschaft 1995 in Südafrika endete wie schon vier Jahre zuvor mit einer Enttäuschung. Die Pumas unterlagen England, Westsamoa und Italien knapp mit jeweils sechs Punkten Differenz und belegten wiederum den letzten Platz in ihrer Vorrundengruppe. Im August 1995 hob der IRFB sämtliche Beschränkungen bezüglich Bezahlung der Spieler auf und läutete so die professionelle Ära von Rugby Union ein. Dessen ungeachtet, ist Rugby in Argentinien bis heute weitgehend ein Amateursport geblieben. Die besten Spieler, die eine Profikarriere anstreben, wechseln daher zu ausländischen Vereinen (insbesondere in England und Frankreich). Im Gegensatz zu mehreren anderen traditionsreichen Rugbynationen bleiben solche Spieler jedoch für die Nationalmannschaft spielberechtigt und stellen einen großen Teil des Kaders. Einige Spieler italienischer Herkunft ziehen es vor, für das Land ihrer Vorfahren anzutreten; bekannte Beispiele dafür sind Martin Castrogiovanni, Diego Domínguez und Sergio Parisse.

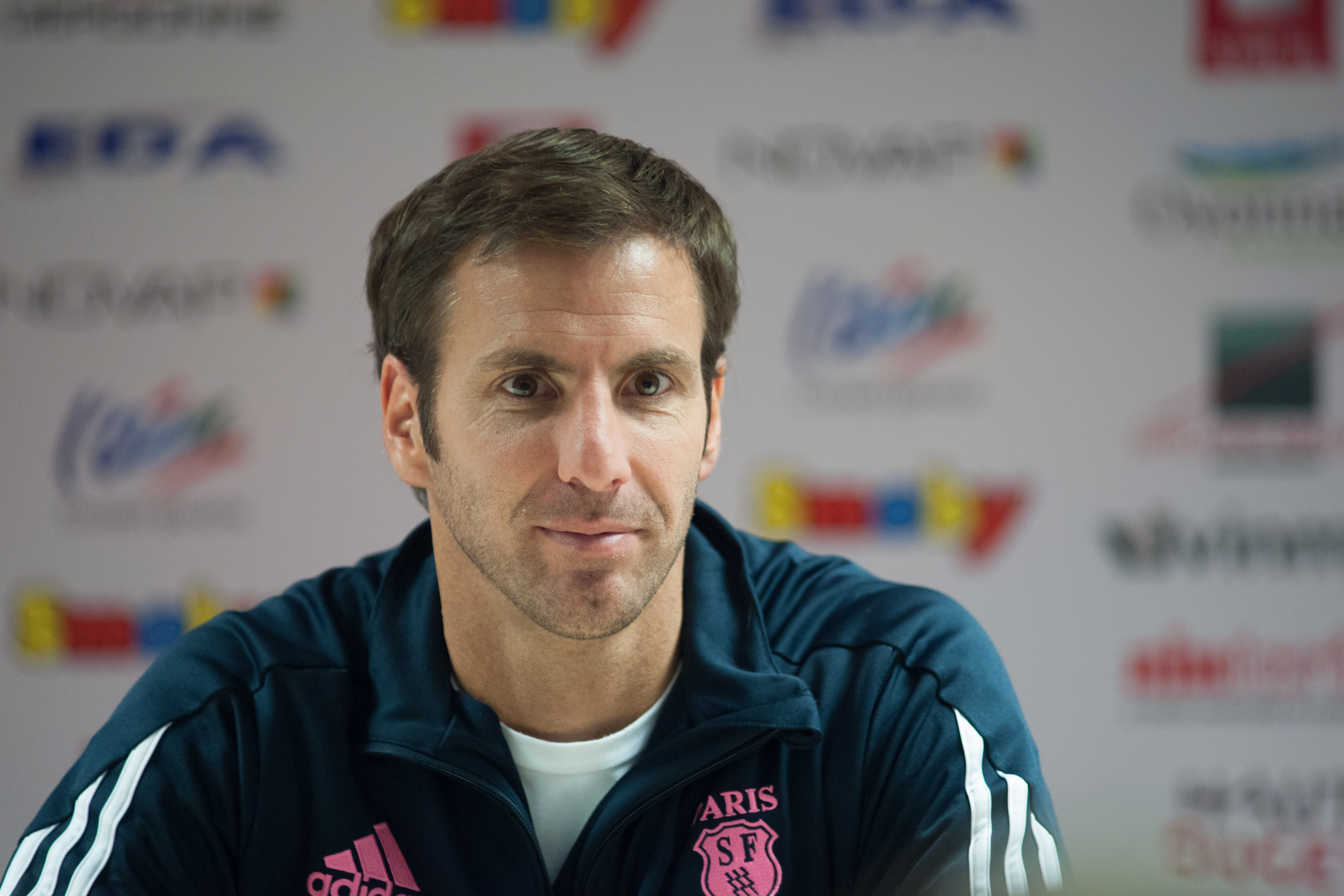
Gonzalo Quesada

Da der argentinische Verband damals noch nicht dem Konsortium SANZAR angehörte, waren die Pumas zunächst nicht am neu eingeführten Wettbewerb Tri Nations beteiligt. Sie blieben somit längere Zeit die einzige Nationalmannschaft der ersten Stärkeklasse (first tier), die nicht in einem jährlichen Turnier involviert war. Die Pumas nahmen weiterhin an der Südamerikameisterschaft und auch an der kurzlebigen Panamerikameisterschaft teil. Ebenso beteiligten sie sich an der nach nur zwei Austragungen eingestellten Copa Latina (zusammen mit Italien, Frankreich und Rumänien). Siege über First-Tier-Teams im Rahmen der üblichen Touren waren selten: So gewannen die Pumas 1997 zuhause je einmal gegen England und Australien sowie 1999 auswärts gegen Schottland. Die Panamerikameisterschaft 1998 war Teil der WM-Qualifikation. In dieser erzielte Argentinien deutliche Siege über die USA, Kanada und Uruguay. Bei der Weltmeisterschaft 1999 war Argentinien im Gegensatz zu den bisherigen Turnieren sehr erfolgreich. Nach der knappen Startniederlage gegen Gastgeber Wales folgten Siege über Samoa und Japan. Als beste Gruppendritte zogen die Pumas in die Hoffnungsrunde ein, in der es ihnen erstmals überhaupt gelang, Irland zu schlagen. Schließlich scheiterten sie im Viertelfinale an Frankreich. Über das ganze Turnier gesehen war der Verbindungshalb Gonzalo Quesada der Spieler mit den meisten erzielten Punkten.

### Das neue Jahrtausend

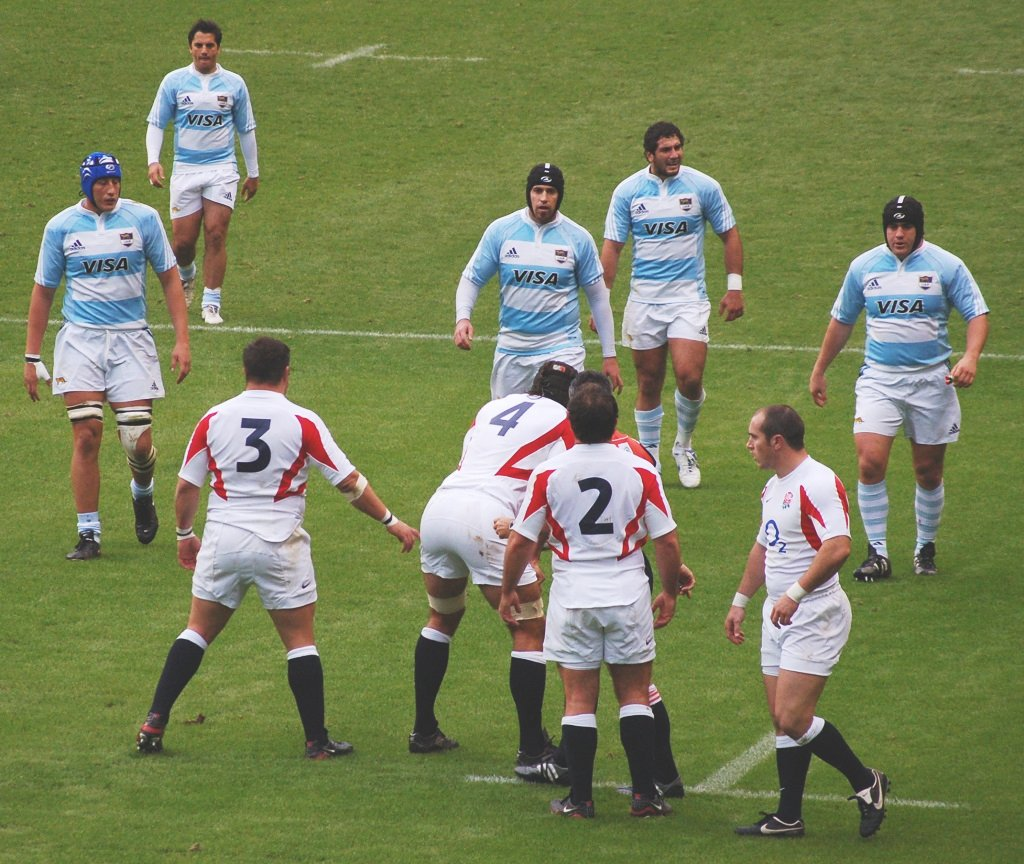
Die Pumas besiegten im November 2006 England im Londoner Twickenham Stadium

Im April 2000 trat Marcelo Loffreda das Amt des Nationaltrainers an; er sollte der erste werden, der das Team länger als zwei Jahre anführen sollte. Mittlerweile standen derart viele Spieler in Europa unter Vertrag, dass er die Saisonvorbereitung der Nationalmannschaft erstmals in Frankreich durchführte. Unter seiner Führung konnten die Pumas einige bemerkenswerte Erfolge feiern. So gelang ihnen im November 2001 in Cardiff der erste Sieg über Wales. Einen Monat später unterlagen sie in Buenos Aires äußerst knapp den Neuseeländern mit 20:24, nachdem sie kurz vor Spielende noch geführt hatten. Im Rahmen der Südamerikameisterschaft 2005 feierten sie den bis heute höchsten Sieg: 152:0 gegen Paraguay. 2002/03 siegten sie dreimal in Folge über Frankreich. Bei der Weltmeisterschaft 2003 in Australien folgten auf die Startniederlage gegen den Gastgeber zwei deutliche Siege über Namibia und Rumänien. Vor dem letzten Gruppenspiel in Adelaide bot sich sowohl Argentinien als auch Irland die Chance, ins Viertelfinale einzuziehen, doch die Pumas unterlagen knapp mit 15:16.
Trotz dieser Enttäuschung hielten die guten Ergebnisse an. Beispielsweise besiegten die Pumas im November 2004 die damals führende Six-Nations-Mannschaft Frankreich mit 24:14 in Marseille, wo die Franzosen zuvor noch nie verloren hatten. Als Vorbereitung auf ihre Neuseeland-Tour spielten die British and Irish Lions im Mai 2005 in Cardiff gegen die Pumas. Da viele Stammspieler keine Freigabe von ihren Vereinen erhalten hatten, mussten die Argentinier auf Spieler zweiter oder dritter Wahl zurückgreifen. Ein lustloses Auftreten der Lions führte beinahe zu einem Sensationssieg der Südamerikaner. Lediglich ein Straftritt von Jonny Wilkinson in der Nachspielzeit besiegelte das 25:25-Unentschieden. 2005/06 erzielten die Pumas Siege über Italien und Schottland. In mehrerer Hinsicht denkwürdig waren die Mid-year Internationals 2006, als die Waliser in Argentinien zu Gast waren. Erstmals gelang es den Pumas, eine Serie von zwei Test Matches gegen diesen Gegner für sich zu entscheiden. Das erste Spiel am 11. Juni war zugleich das erste Test Match, das je in Patagonien stattfand. Die Gäste wurden herzlich von der Bevölkerung in Puerto Madryn empfangen, einem der Orte, in dem sich in den 1860er Jahren eine größere Anzahl Waliser angesiedelt hatten und wo die walisische Sprache bis heute gepflegt wird. Eine Woche nach dem zweiten Sieg über Wales brachten die Pumas die All Blacks in Buenos Aires erneut an den Rand einer Niederlage, mussten sich aber letztlich knapp mit 19:25 geschlagen geben.
Im Juli 2006 qualifizierten sich die Pumas mit Siegen über Chile und Uruguay mühelos für die nächste Weltmeisterschaft. Bei den End-of-year Internationals 2006 im November gelang ein weiterer historischer Meilenstein mit dem ersten Auswärtssieg über England. Die Londoner Sunday Times berichtete im Februar 2007, das der IRB mit dem SANZAR-Konsortium über einen möglichen Beitritt Argentiniens und somit eine Teilnahme am Tri-Nations-Turnier bereits im Jahr 2008 verhandelte. Aufgrund logistischer Überlegungen (vor allem die große Entfernung zwischen Argentinien und Europa) waren die Six Nations nicht bereit, Argentinien aufzunehmen. Das IRB war deshalb überzeugt, dass Tri Nations ein geeigneteres Turnier für eine Mannschaft der Südhemisphäre sei und wurde dabei von Südafrika unterstützt. Australien und Neuseeland schienen ebenfalls nicht abgeneigt zu sein. Das größte Hindernis stellte vorerst die UAR selbst dar, da etliche Verbandsmitglieder am Amateurstatus des Rugby in Argentinien hingen.

### Anschluss an die Weltspitze

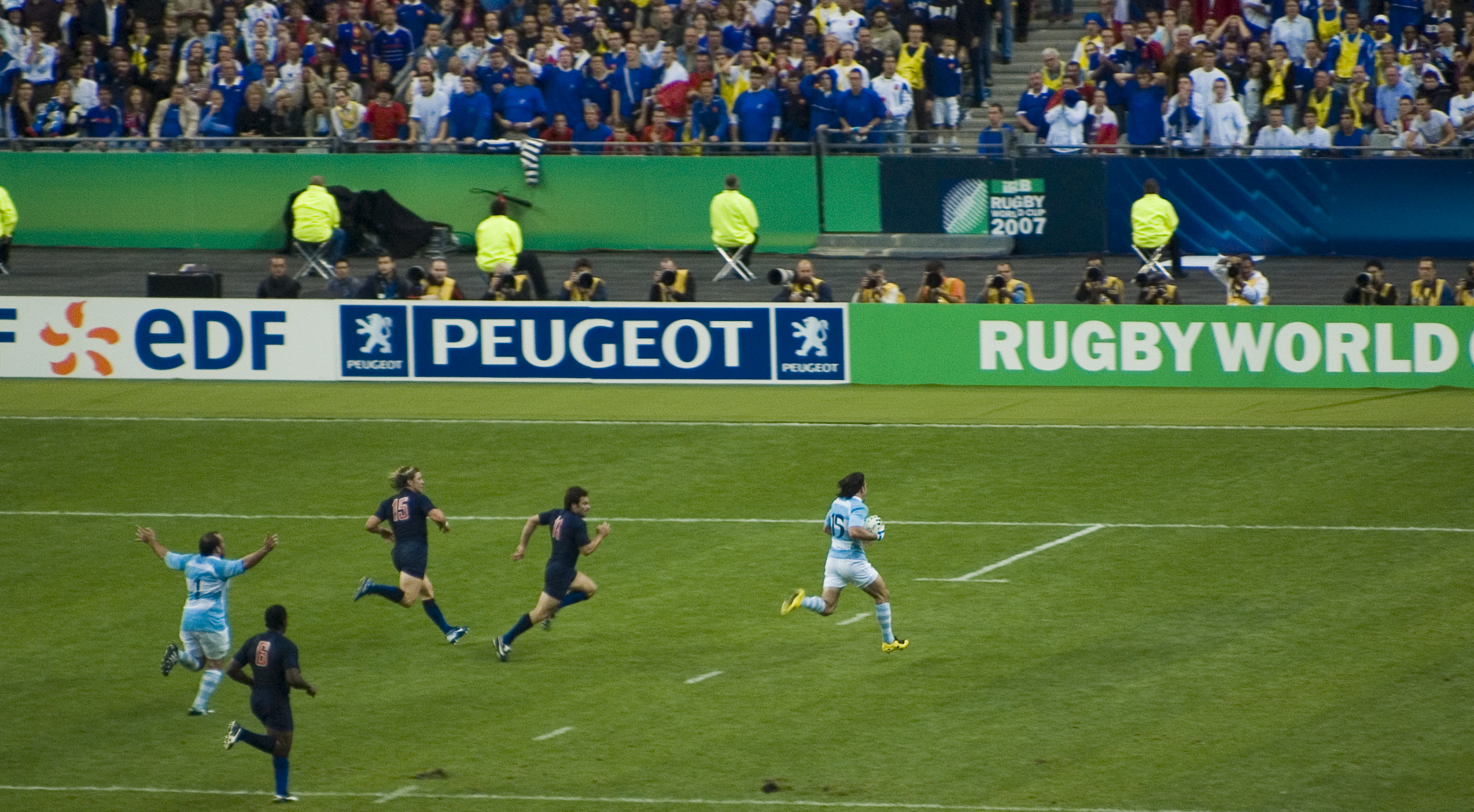
Ignacio Corleto erzielt im Eröffnungsspiel der WM 2007 einen Versuch gegen Frankreich

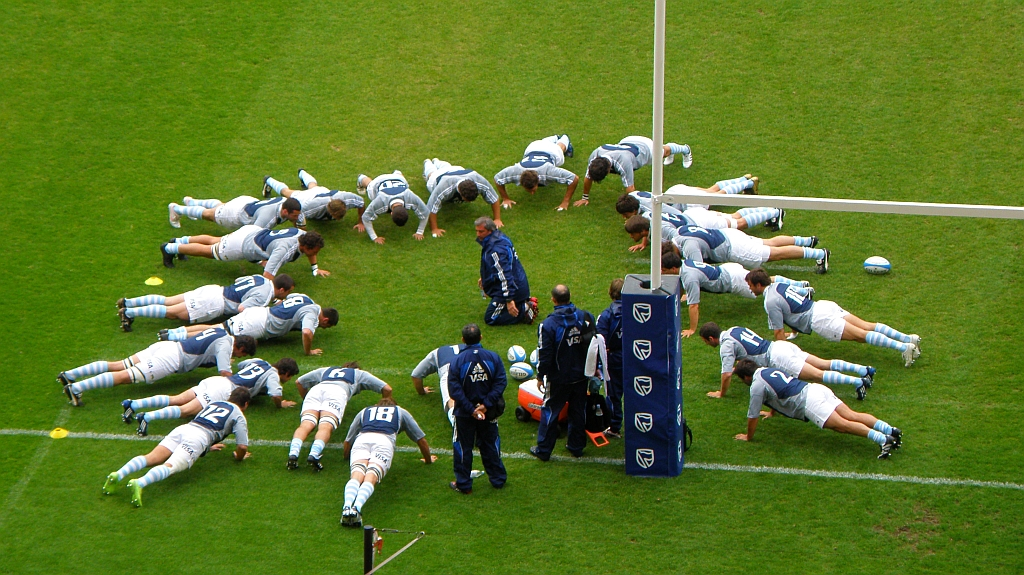
Die Pumas beim Aufwärmen vor einen Spiel gegen England Manchester (2009)

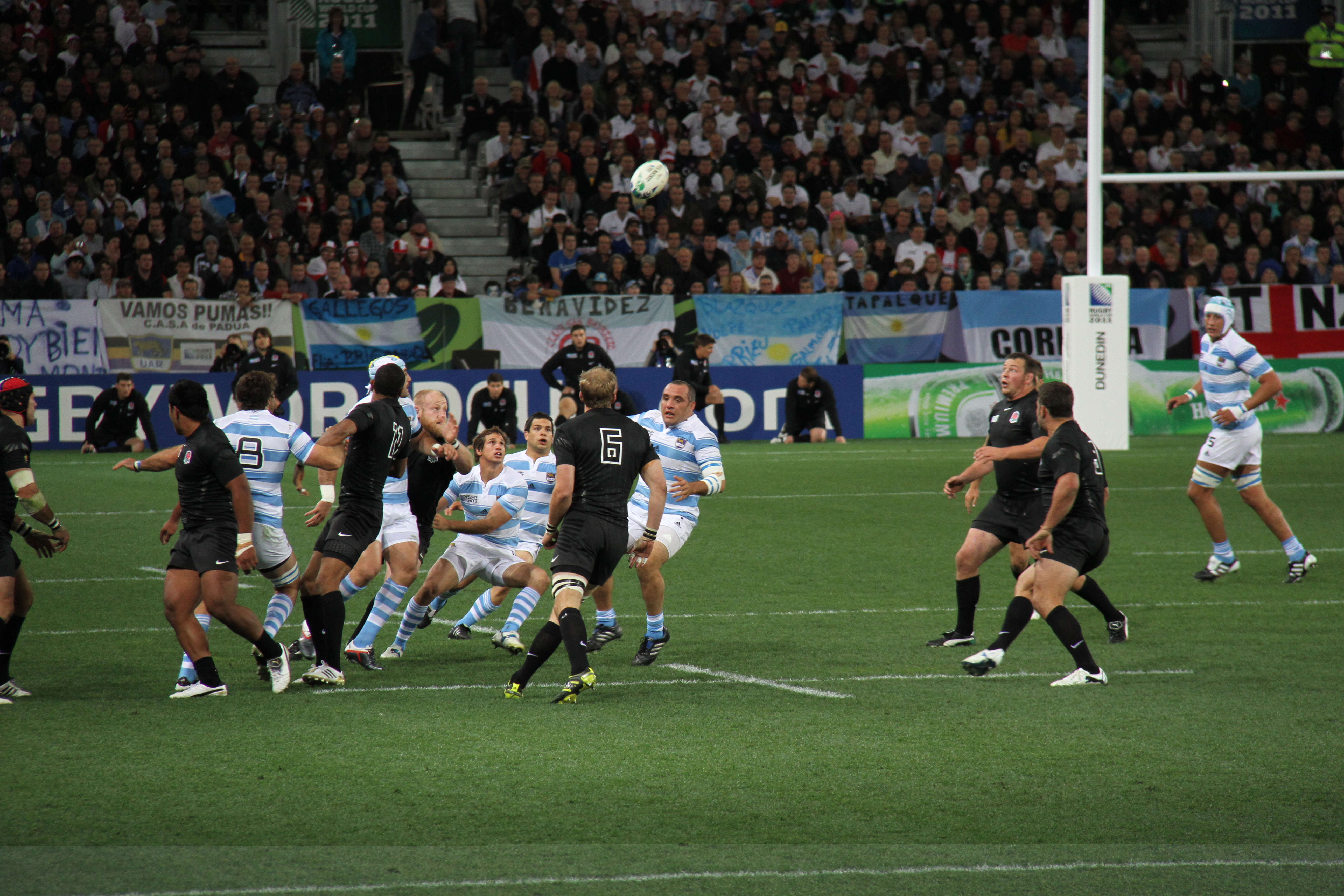
Die Pumas spielen während der WM 2011 gegen England

Die Mid-year Internationals 2007 dienten als Vorbereitung auf die nächste Weltmeisterschaft in Frankreich. In den beiden Heimspielen gegen Irland traten beide Teams nicht in Bestbesetzung an; beide Male konnten sich die Gastgeber durchsetzen. Es folgten ein Heimsieg über Italien und eine Auswärtsniederlage gegen Wales. Für die Weltmeisterschaft 2007 wurden die Pumas in die sogenannte „Todesgruppe“ mit zwei der bestplatzierten Mannschaften der Weltrangliste gelost: Irland und Frankreich. Zum dritten Mal in Folge bestritten sie das Eröffnungsspiel gegen den WM-Gastgeber. Entgegen allen Erwartungen gelang den Argentiniern ein 17:12-Überraschungssieg. Danach gewannen sie mit 33:3 gegen Georgien und mit 63:3 gegen Namibia. Mit dem 30:15-Sieg über Irland in Paris schlossen sie die Gruppenphase als Tabellenerster ab. Im Viertelfinale setzten sich die Pumas mit 19:13 gegen Schottland durch. Die Siegesserie endete im Halbfinale mit einer 13:37-Niederlage gegen die späteren Weltmeister aus Südafrika. Im Spiel um Platz 3 im Pariser Parc des Princes trafen die Pumas erneut auf Frankreich und schlugen die Gastgeber deutlich mit 34:10.
Der dritte Platz war das bisher beste Ergebnis Argentiniens bei einer Weltmeisterschaft. Zum ersten Mal überhaupt war eine Mannschaft, die weder bei Six Nations noch bei Tri Nations involviert war, bis ins Halbfinale vorgedrungen. Die Pumas genossen im ansonsten fußballverrückten Argentinien derart große Unterstützung, dass selbst das Superclásico, das Derby zwischen den Fußballvereinen Boca Juniors und River Plate, verschoben wurde, damit es nicht zeitgleich mit dem Viertelfinale der Rugby-WM stattfand. Unter dem Eindruck der argentinischen Leistungen während der Weltmeisterschaft beschloss das IRB bei einer Sitzung verschiedene Maßnahmen zur weltweiten Förderung des Rugbysports. Unter anderem sollte die Anzahl der jährlichen Test Matches der Pumas, die damals den dritten Rang der Weltrangliste belegten, bis 2010 von bisher sechs auf zehn erhöht werden. Ebenso sollte in Argentinien zwischen 2008 und 2010 eine lokale professionelle Infrastruktur eingerichtet werden, damit die meisten argentinischen Spieler in ihrer Heimat professionell Rugby spielen können. Gegen 2012 sollten die Pumas dann „vollständig in der hochklassigen Struktur der Südhemisphäre integriert sein“.
Im März 2008 trat Marcelo Loffreda als Nationaltrainer zurück und auf ihn folgte Santiago Phelan. Unter seiner Führung begann für das Team eine längere Schwächephase. So resultierten bei den Mid-year Internationals 2008 Niederlagen gegen Schottland, Italien und Südafrika, bei den End-of-year Internationals 2008 auch gegen Frankreich und Irland. Im Juni 2009 berichtete die britische Presse, dass die UAR den British and Irish Lions angeboten habe, während der für 2013 geplanten Tour nach Australien auch in Argentinien Test Matches und Spiele gegen Regionalauswahlen zu bestreiten, was jedoch letztlich nicht geschah. 2009 absolvierten die Pumas entgegen der Absichtserklärung des IRB nur fünf Test Matches, dabei resultierte je ein Sieg über England und Schottland. Ab dem folgenden Jahr begann die Zahl der Spiele gegen Teams der ersten Stärkeklasse jedoch anzusteigen. Die Pumas zeigten dabei höchst unterschiedliche Leistungen. So unterlagen sie bei den Mid-year Internationals 2010 zweimal hintereinander den Schotten, ehe sie gegen Six-Nations-Gewinner Frankreich einen überragenden 41:13-Sieg schafften (den bisher deutlichsten über diesen Gegner).
Nach einer durchwachsenen WM-Vorbereitung mit Spielen gegen Auswahlteams und Irland gehörten die Pumas vor der Weltmeisterschaft 2011 in Neuseeland nicht zum Kreis der Favoriten. Die Gruppenphase begann für die Pumas mit einer 9:13-Niederlage gegen England, obwohl sie 60 Minuten lang in Führung gelegen hatten. Nach dem 43:8-Sieg über Rumänien sollte das dritte Gruppenspiel gegen Schottland für den weiteren Turnierverlauf beider Mannschaften entscheidend sein. Ein später Versuch des eingewechselten Schlussmannes Lucas González Amorosino und die Erhöhung sicherten den Pumas einen knappen 13:12-Sieg. Mit einem 25:9 über Georgien sicherten sich die Pumas den zweiten Gruppenrang. Im Viertelfinale gegen den Gastgeber und späteren Weltmeister Neuseeland führten die Pumas nach 30 Minuten etwas überraschend mit 7:6. Doch dann brachten die All Blacks das Spiel unter ihre Kontrolle und setzten sich letztlich deutlich mit 33:10 durch. Trotz dieser Niederlage wurde Argentiniens Leistung als Erfolg angesehen, denn zum zweiten Mal in Folge hatten die Pumas die Gruppenphase überstanden.

### Aufnahme in die Rugby Championship

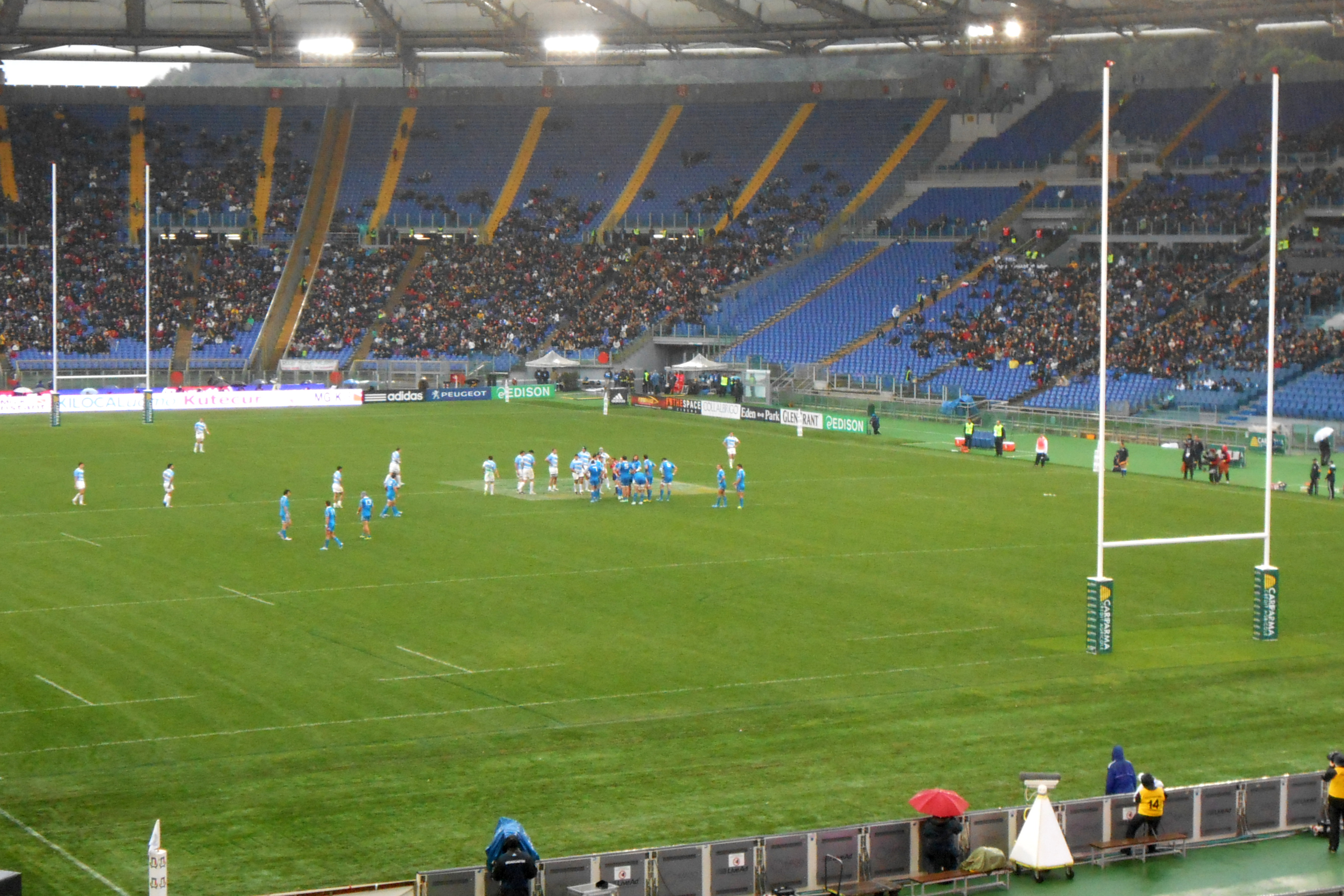
Argentinien gegen Italien in Rom, 2013

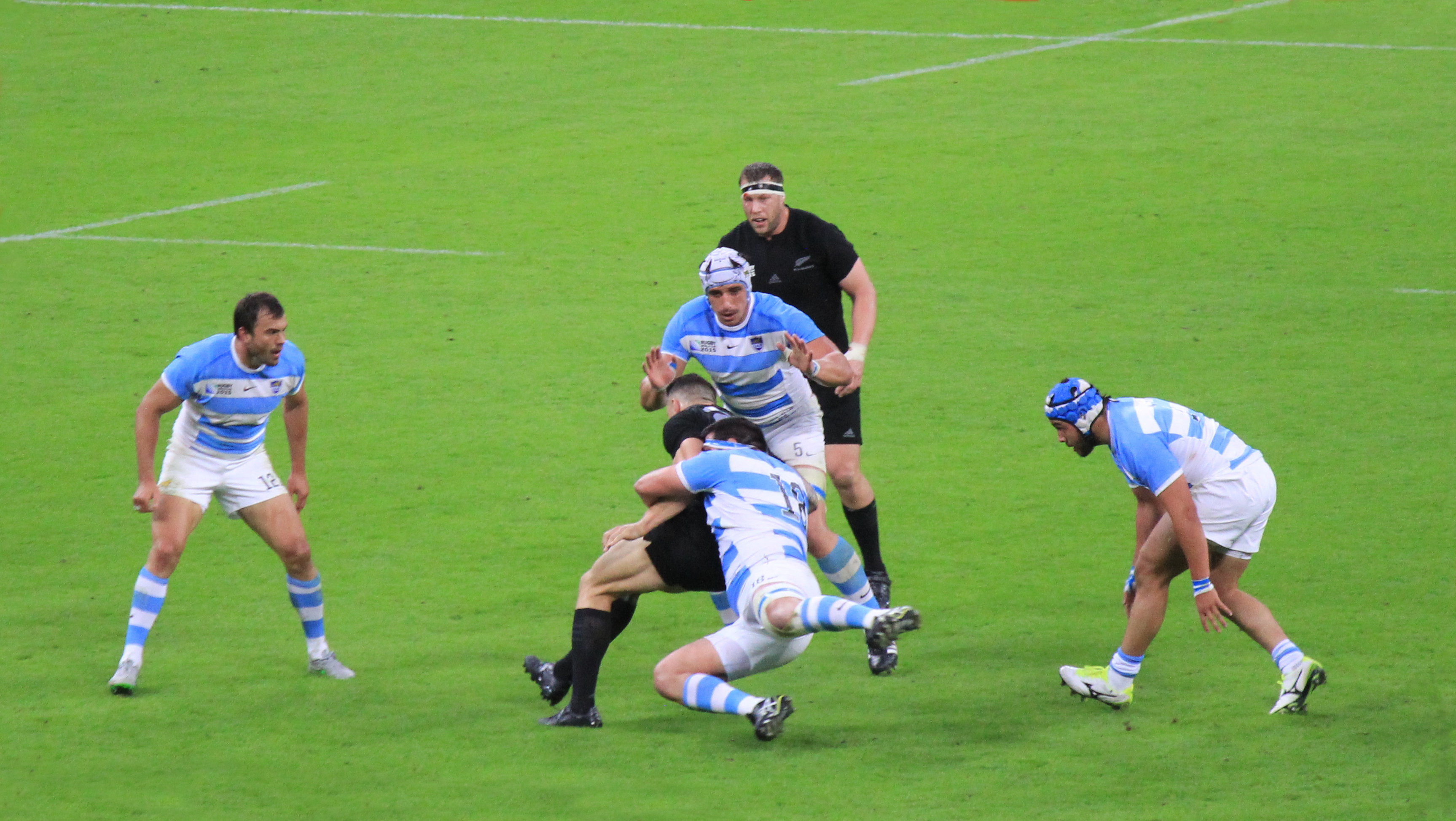
Die Pumas gegen die All Blacks während der WM 2015 im Wembley-Stadion

Im November 2011 gab das SANZAR-Konsortium bekannt, dass der argentinische Verband beigetreten sei und die Pumas ab dem folgenden Jahr am Turnier der Südhemisphäre teilnehmen würden (zusammen mit Australien, Neuseeland und Südafrika). Es sollte nicht mehr Tri Nations heißen, sondern neu The Rugby Championship. Somit bestand nun für die Pumas erstmals die Möglichkeit, regelmäßig gegen internationale Topmannschaften anzutreten. Am 18. August 2012 bestritt Argentinien in Kapstadt gegen Südafrika sein erstes Spiel im Rahmen der Rugby Championship 2012. Es ging zwar mit 6:27 verloren, doch nur eine Woche später konnten die Pumas den Springboks in Mendoza ein Unentschieden abringen. Argentinien konnte auch gegen die Wallabies mithalten und verlor beide Spiele nur knapp, während die Niederlagen gegen die All Blacks deutlicher ausfielen. Trotz des letzten Tabellenrangs hatten die Pumas unter Beweis gestellt, dass sie durchaus konkurrenzfähig waren.
Im April und Mai 2013 nahm Argentinien zum bisher letzten Mal an einer Südamerikameisterschaft teil und wahrte die jahrzehntelange Ungeschlagenheit in diesem Wettbewerb. Ansonsten verlief das Jahr wenig erfolgreich. Auf zwei deutliche Niederlagen gegen England bei den Mid-year Internationals 2013 folgte in Johannesburg zum Auftakt der Rugby Championship 2013 eine 13:73-Rekordniederlage gegen Südafrika. Auch im weiteren Verlauf des Turniers blieben die Pumas ohne Sieg. So erlitten sie in der letzten Runde eine weitere Rekordniederlage mit 17:54 in Rosario gegen Australien. Angesichts der Serie schlechter Ergebnisse trat Santiago Phelan im Oktober 2013 als Nationaltrainer zurück. Eine Woche später präsentierte die UAR Daniel Hourcade als dessen Nachfolger. Doch auch er konnte die Negativspirale zunächst nicht durchbrechen. So unterlagen die Pumas im ersten halben Jahr unter seiner Führung allen vier britischen Nationalteams. In der Rugby Championship 2014 zeigten sie aber im Vergleich zum Vorjahr deutlich verbesserte Leistungen und verloren dreimal nur sehr knapp. Zum Abschluss siegten sie in Mendoza über die Wallabies, gleichbedeutend mit dem ersten Sieg in diesem Wettbewerb überhaupt und dem ersten Sieg über diesen Gegner seit 1997.
Bei den End-of-year Internationals 2014 bestätigten die Pumas ihre Aufwärtstendenz mit Auswärtssiegen über Italien und Frankreich. Zum Abschluss der Rugby Championship 2015 gelang ihnen in Durban ein 37:25-Auswärtssieg über Südafrika, womit sie diesen Kontrahenten zum ersten Mal überhaupt geschlagen hatten. Auch belegten sie erstmals nicht den letzten Platz in diesem Wettbewerb. Argentinien überzeugte auch bei der anschließenden Weltmeisterschaft 2015 in England. Das erste Gruppenspiel gegen Neuseeland blieb lange Zeit hart umkämpft und zur Pause führten die Pumas mit 13:12, unterlagen dann aber mit 16:26. Daraufhin gelangen souveräne Siege über Georgien (54:9), Tonga (45:16) und Namibia (64:19). Die Pumas belegten den zweiten Gruppenrang hinter Neuseeland und zogen in die K.o.-Runde ein. Charakteristisch war ihre flüssige, unterhaltsame und angriffslustige Spielweise, die 22 Versuche in den vier Gruppenspielen ermöglichte. Im Viertelfinale gegen Irland führte Argentinien zwischenzeitlich mit 17:0. Zwar kamen die Iren zu Beginn der zweiten Halbzeit auf 20:17 heran, doch die Pumas zogen davon und siegten letztlich deutlich mit 43:20. Im Halbfinale trafen sie auf Australien, bekundeten aber große Mühe mit der gegnerischen Defensive und unterlagen mit 15:29. Im Spiel um den dritten Platz mussten sich die Pumas Südafrika mit 13:24 geschlagen geben. Dennoch war der vierte Platz ihr zweitbestes WM-Ergebnis überhaupt.
2016 standen drei Heimsiege über Italien, Frankreich und Südafrika zu Buche, ansonsten gab es in den folgenden Jahren kaum Erfolgsmeldungen. So verloren die Pumas dreimal in Folge gegen England und bei der Rugby Championship 2017 blieben sie ohne Sieg. Nach weiteren Niederlagen gegen alle vier britischen Teams erklärte Daniel Hourcade im Juni 2018 seinen Rücktritt als Nationaltrainer. Dieses Amt übernahm Anfang August der frühere Nationalspieler Mario Ledesma. Bei der darauf folgenden Rugby Championship 2018 gelangen den Pumas Siege über Australien als auch Südafrika, womit sie erstmals bei diesem Turnier zweimal erfolgreich waren. Bei der Weltmeisterschaft 2019 in Japan gehörte Argentinien zusammen mit England und Frankreich der „Todesgruppe“ an. Das erste Gruppenspiel gegen die Franzosen ging knapp mit 21:23 verloren. Es folgte ein 28:12-Sieg über Tonga. Da sich Rivale Frankreich ebenfalls gut schlug, ging es im dritten Gruppenspiel gegen England um alles oder nichts. Eine rote Karte gegen Tomás Lavanini in der 17. Minute machte alle Hoffnungen zunichte und die Engländer feierten einen ungefährdeten 39:10-Sieg. Die verbleibende Partie gegen die USA endete 47:17 zugunsten der Pumas, doch das Team kam nicht über den dritten Rang hinaus und schied somit vorzeitig aus, sicherte sich aber die Qualifikation für die nächste Weltmeisterschaft.

### Aktuelle Entwicklung
Wegen der COVID-19-Pandemie und der damit verbundenen Reisebeschränkungen bestritt Argentinien 2020 nur vier Test Matches. Da Südafrika ganz auf eine Teilnahme am jährlichen Turnier verzichtete, hieß es Tri Nations 2020. Sämtliche Spiele fanden mit mehrmonatiger Verspätung in Australien statt und eine zweiwöchige Quarantäne beeinträchtigte die Vorbereitung der Pumas stark. Dennoch sorgten sie gleich im ersten Spiel für eine große Überraschung, als sie mit 25:15 gegen Neuseeland gewannen und somit den ersten Sieg überhaupt gegen dieses Team feierten. Hinzu kamen zwei hart umkämpfte Unentschieden gegen die Wallabies und eine Niederlage gegen Neuseeland, sodass Argentinien den zweiten Schlussrang belegte. Aufgrund ihres unerwarteten Erfolgs unter widrigen Umständen wurden die Pumas bei den Laureus Awards 2021 in der Kategorie „Mannschaft des Jahres“ nominiert.
Der Tod von Diego Maradona überschattete den Erfolg in Australien. Im zweiten Spiel gegen Neuseeland am 28. November trugen die argentinischen Rugbyspieler an ihren Trikots ein kaum sichtbares schwarzes Band, was die Öffentlichkeit als unzureichend empfand. Zwei Tage später entschuldigte sich Kapitän Pablo Matera für die „lauwarme Hommage“. Gleichzeitig wurden in den sozialen Netzwerken und in den Medien Dutzende alter Tweets verbreitet, in denen Matera und zwei weitere Spieler rassistische, frauenfeindliche und rechtsextreme Ansichten geäußert hatten. Angesichts zahlreicher empörter Reaktionen und Rücktrittsforderungen suspendierte der Verband die drei Spieler umgehend, hob die Sanktionen aber bereits am 1. Dezember auf Druck argentinischer Rugbyvereine und -persönlichkeiten wieder auf.

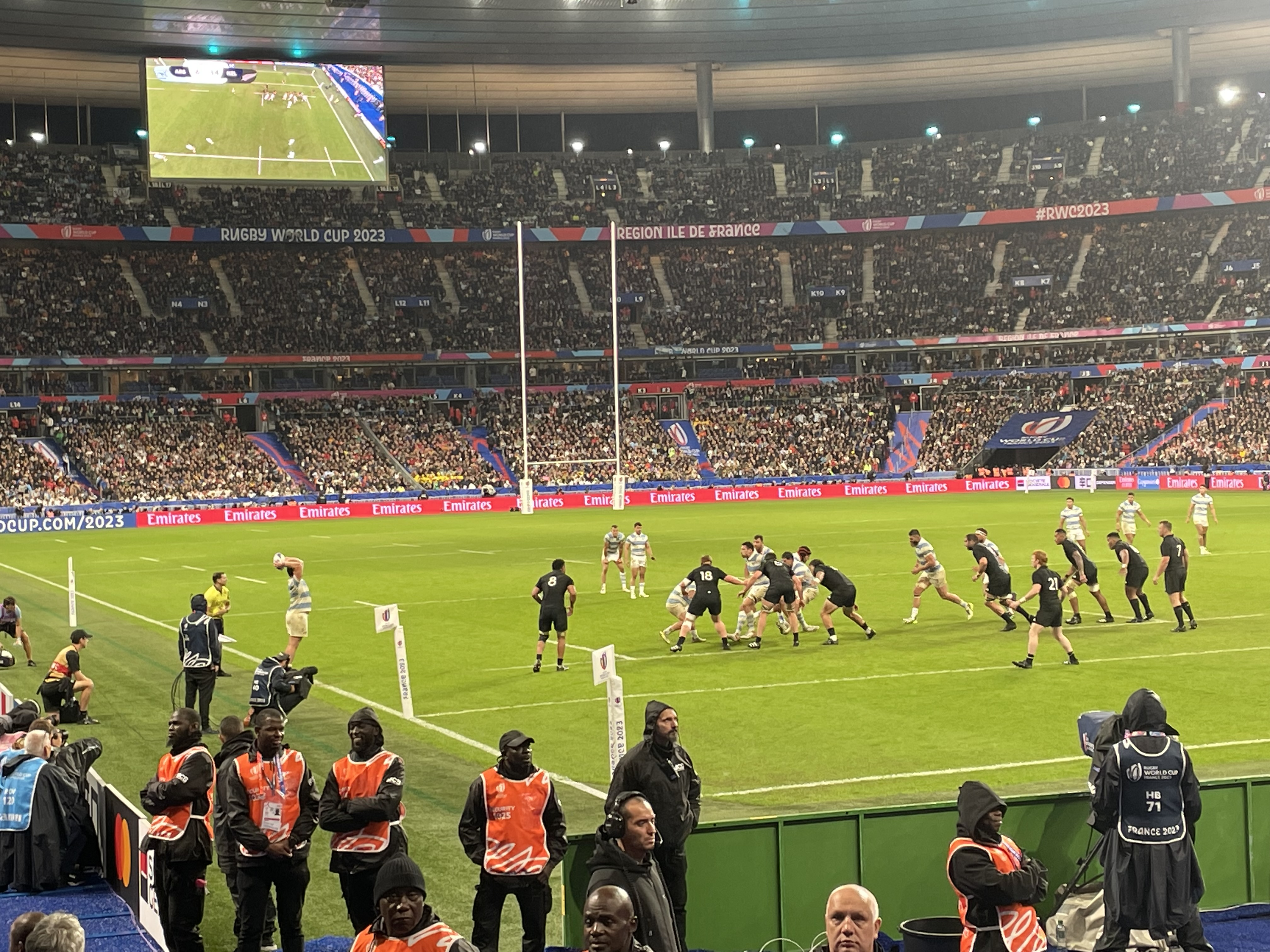
Halbfinale zwischen den Pumas und den All Blacks während der WM 2023

Im Juli 2021 gelang Argentinien der bisher höchste Auswärtssieg gegen Wales. Die anschließende Rugby Championship 2021 beendeten die Argentinier dagegen sieglos auf dem letzten Platz. Während der Mid-year Internationals 2022 gewann Argentinien seine Heimserie gegen Schottland mit 2:1. Bei der anschließenden The Rugby Championship 2022 erzielten die Pumas ihren höchsten Sieg gegen Australien (48:17) und ihren ersten Sieg gegen die All Blacks in Neuseeland. Dennoch bekleideten sie nach insgesamt zwei Siegen und vier Niederlagen den letzten Platz. Im November 2022 gewannen sie gegen England, unterlagen aber Wales und Schottland. Nachdem den Argentiniern bei der verkürzten Rugby Championship 2023 der zweite Sieg hintereinander gegen die Australier gelang, sicherten sie sich erstmals die Puma Trophy, belegten nach Niederlagen gegen Neuseeland und Südafrika aber den dritten Platz. Bei der Weltmeisterschaft 2023 in Frankreich verloren die Pumas ihr erstes Gruppenspiel gegen England mit 10:27, obschon sie aufgrund einer roten Karte für einen englischen Spieler ab der dritten Minute einen Spieler mehr hatten. Darauf folgten Siege gegen Samoa (19:10), Chile (59:5) und Japan (27:39). Das Spiel gegen Chile war das erste südamerikanische Duell bei einer Weltmeisterschaft überhaupt. Danach gelang ihnen im Viertelfinale der erste Sieg gegen Wales bei einer Weltmeisterschaft (29:17), im Halbfinale waren sie gegen die All Blacks jedoch chancenlos (6:44). Im Spiel um Platz 3 trafen sie abermals auf England und unterlagen diesmal knapp mit 23:26.
Im Januar 2024 übernahm der frühere Nationalspieler Felipe Contepomi das Traineramt. In der Rugby Championship 2024 gelang den Argentiniern mit jeweils einem Sieg über die anderen drei Teilnehmer der beste Turnierverlauf bisher. Vor ihrer Australien-Tour 2025 arrangierten die British and Irish Lions ein Aufwärmspiel gegen die Pumas in Dublin, wobei den Argentiniern der erste Sieg über die Lions gelang.

## Trikot, Logo und Spitzname

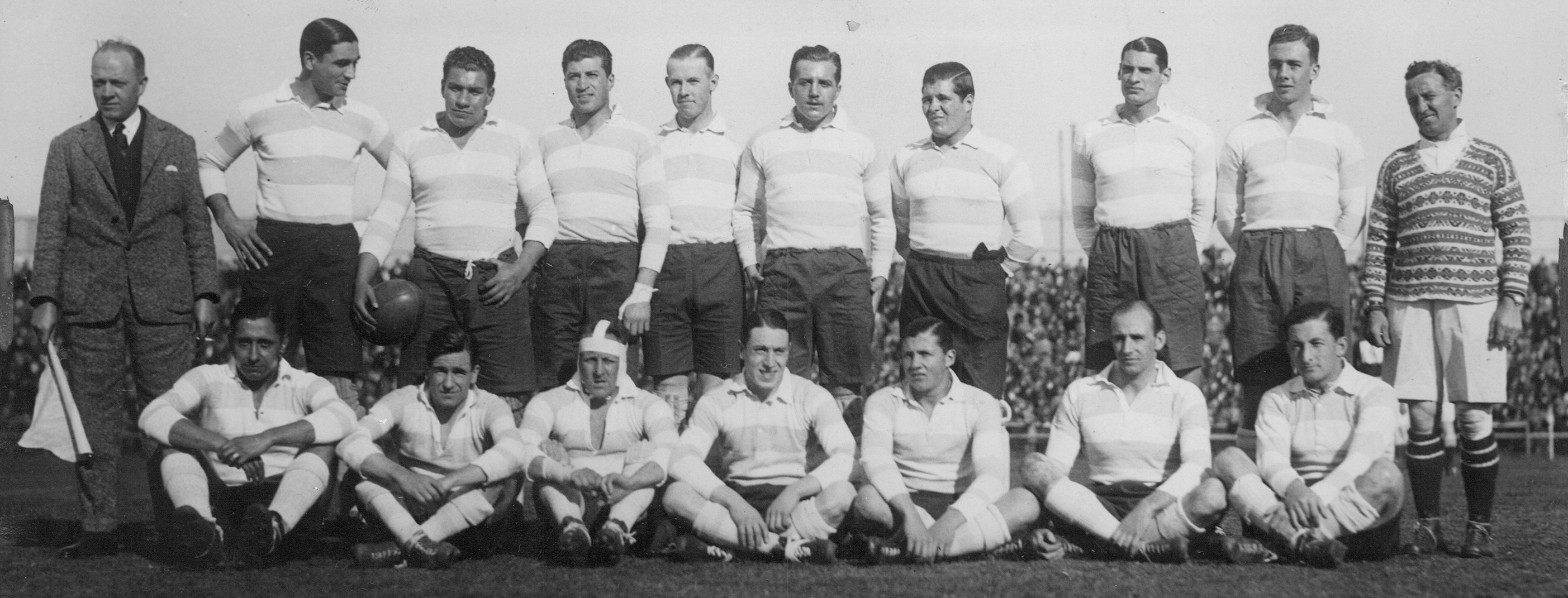
Die argentinische Mannschaft am 31. Juli 1927, die im Spiel gegen die British Lions erstmals die weiß-blauen Trikots trug

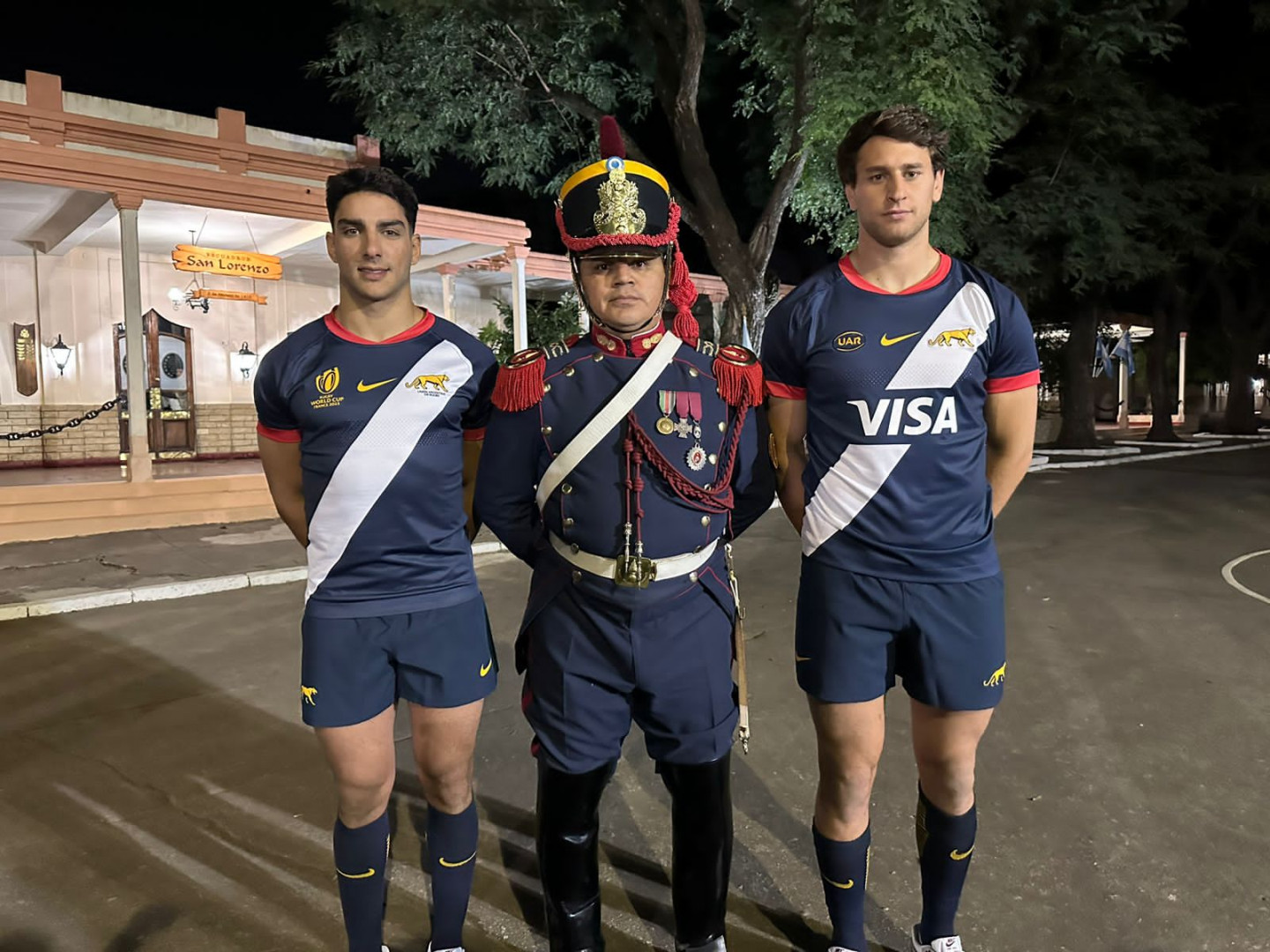
Argentinische Rugbyspieler und ein Grenadier mit dem Auswärtstrikot für die Weltmeisterschaft 2023

Argentinien trug während der ersten Test Matches 1910 abwechselnd blaue und weiße Trikots. 1927 schlug Abelardo Gutiérrez vom Verein Gimnasia y Esgrima de Buenos Aires vor, dass die Mannschaft das Spiel gegen die British Lions in einem himmelblau-weiß-gestreiften Trikot bestreiten solle. Der Verband übernahm den Vorschlag und Argentinien spielte erstmals im gestreiften Trikot.
Die Pumas bestreiten seitdem ihre Test Matches in den Farben der Flagge Argentiniens (und Sportfarben) himmelblau und weiß, mit weißen Hosen und Socken in himmelblau und weiß. 2011 unterzeichnete die UAR einen Vertrag mit Nike, der daraufhin der alleinige Hersteller der Trikots für die Herren- und Jugendmannschaften wurde, einschließlich des Auswahlteams Pampas XV. Das erste von Nike hergestellte Trikot verzichtete auf das traditionelle himmelblau-weiße Streifenmuster, und war stattdessen in himmelblau mit weißen Schultern gehalten, die Pumas kündigten jedoch an, dass man während der Rugby Championship 2012 wieder das traditionelle Trikot tragen werde.
Im September 1941 schlug Abelardo Gutiérrez ein Logo mit einem Löwen als Symbol vor. Das Logo war in blau gehalten (wie beim Buenos Aires Cricket & Rugby Club, auf dessen Gelände das erste Rugbyspiel in Argentinien stattgefunden hatte). Etwas später wünschte der Verband jedoch ein in Argentinien heimisches Tier. Die Wahl fiel auf den Jaguar, wegen seiner „Beweglichkeit“ und seines „Mutes“. Der Spitzname Puma für die Nationalmannschaft entstand durch eine Fehleinschätzung des südafrikanischen Journalisten Carl Köhler, der 1965 für die Zeitung Die Transvaler die Mannschaft bei ihrer Tour durch das südliche Afrika begleitete. Er versuchte, ihr einen ebenso griffigen Namen wie All Blacks, Springboks oder Wallabies zu geben. Er bat Izak van Heerden, den damaligen Trainer der Rugbymannschaft von Natal, um Vorschläge. Sie sahen auf dem Logo der UAR eine Abbildung eines löwenähnlichen Tieres mit Flecken. Köhler war sich dessen bewusst, das sowohl Jaguare als auch Pumas in Südamerika vorkommen. Da er unter Zeitdruck stand, seinen Artikel einzureichen, wagte er einen Rateversuch und nannte die Mannschaft fälschlicherweise Pumas. Der Spitzname etablierte sich rasch, auch bei den Argentiniern. Der argentinische Spieler Agustín Silvera erinnert sich an eine etwas andere Anekdote:

«Veníamos caminando tras bajar del avión y un periodista se me acerca a preguntarme por el yaguareté. Como yo no hablaba muy bien inglés, le dije que era un puma.»

„Wir gingen spazieren, nachdem wir aus dem Flugzeug gestiegen waren, und ein Journalist kam auf mich zu und fragte mich nach dem Jaguar. Da ich nicht sehr gut Englisch sprach, sagte ich ihm, es sei ein Puma.“

Im April 2023 stellte die Unión Argentina de Rugby ihre neue visuelle Identität vor, die eine Änderung der Logos des Verbandes und der Nationalmannschaften beinhaltet, einschließlich der Siebener- und Jugendnationalmannschaften. Zu diesem Prozess gehört die Entfernung der charakteristischen Flecken des Jaguarlogos und die Wiederverwendung des Logos, das bei der Südafrikatour 1965 Verwendung fand. Im selben Jahr stellte der argentinische Verband das neue Auswärtstrikot der Pumas vor, das inspiriert ist von den Uniformen der berittenen Regimiento de Granaderos a Caballo und der Präsidentengarde, die 1812 gegründet wurden. Das Auswärtstrikot wurde während der Weltmeisterschaft 2023 getragen.

## Trikotausrüster und -sponsoren
Seit 1978 Jahren traten die folgenden Trikotausrüster und -sponsoren in Erscheinung:
| Zeitraum   | Ausrüster      | Sponsor            |
| ---------- | -------------- | ------------------ |
| 1978–1998  | Adidas         | Kein Trikotsponsor |
| 1999–2000  | Adidas         | Visa               |
| 2000–2003  | Topper         | Visa               |
| 2004–2011  | Adidas         | Visa               |
| 2012–2023  | Nike           | Visa               |
| 2024–heute | Le Coq Sportif | Visa               |

## Heimstadien

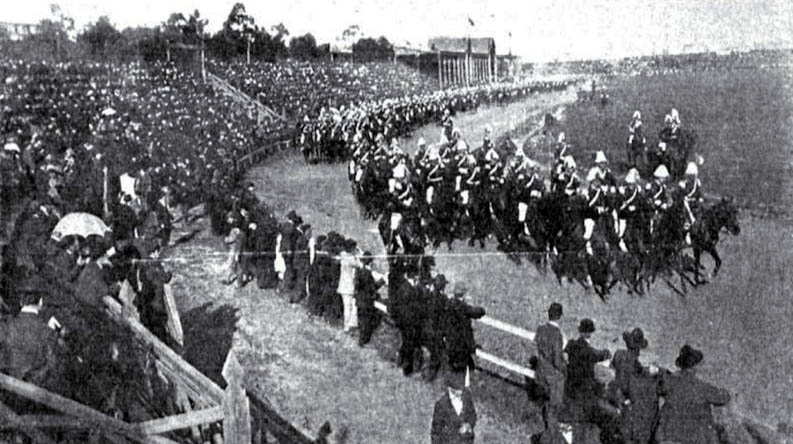
Die Sociedad Sportiva Argentina war 1910 das erste Heimstadion der Nationalmannschaft

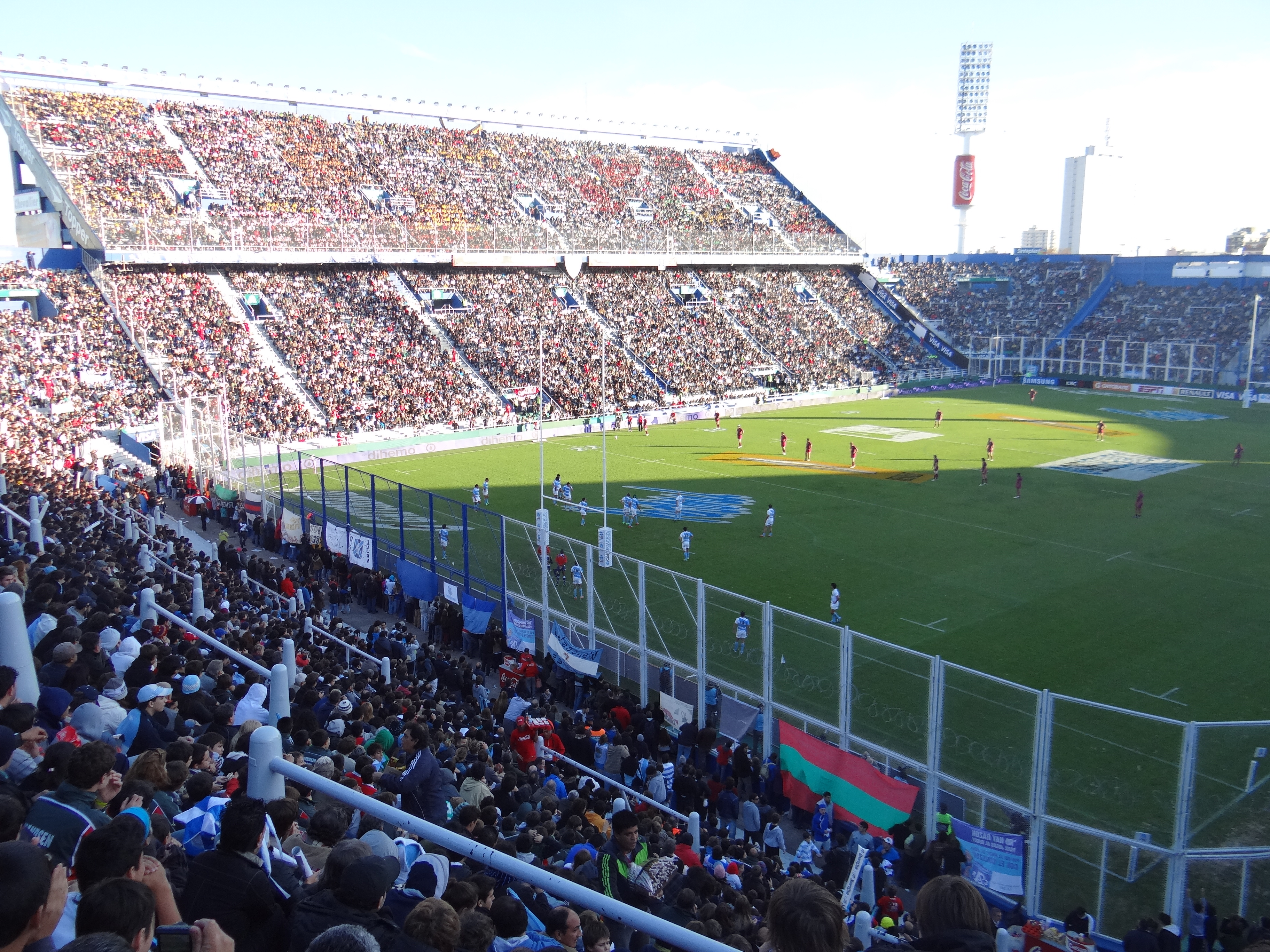
Das Estadio José Amalfitani ist eines der Stadien in Buenos Aires, in denen die Pumas ihre Heimspiele bestreiten

Wie in den Rugbynationen Australien, Neuseeland und Südafrika gibt es auch in Argentinien kein offizielles „Nationalstadion“, vielmehr absolvieren die Pumas ihre Heimspiele in verschiedenen Orten Argentiniens. Eines der am meisten für Test Matches genutzten Stadien ist das Estadio José Amalfitani in Buenos Aires, die Heimat des Fußballvereins CA Vélez Sarsfield. Beim ersten Besuch der British Lions im Jahr 1910 absolvierte die Nationalmannschaft ihr erstes Spiel auf dem Sportplatz der Sociedad Sportiva Argentina im Stadtteil Palermo.
Als die Briten 1927 nach Argentinien zurückkehrten, trug die Nationalmannschaft ihre Heimspiele erstmals im Estadio GEBA und auf dem Sportplatz des Buenos Aires Cricket & Rugby Club (BACC) aus, beide in Palermo gelegen. Das GEBA diente in den folgenden Jahrzehnten regelmäßig als Heimstadion. Seit den 1960er Jahren fanden dort nur noch drei Test Matches statt (letztmals 1993), da die Pumas dazu übergingen, ihre Heimspiele in größeren Stadien zu absolvieren. Auf dem Sportplatz des BACC wurden bis 1948 ebenso mehrere Test Matches bestritten, bis zu dessen Zerstörung durch einen Brand. In den 1970er und 1980er Jahren spielten die Pumas regelmäßig im Estadio Ferro Carril Oeste im Stadtteil Caballito, unter anderem gegen Irland, Neuseeland, Frankreich und Australien. 1997 eröffnete der BACC in Los Polvorines (Gran Buenos Aires) das erste reine Rugbystadion Argentiniens. Dort fanden bis 2005 neun Test Matches statt.
Die ersten Heimspiele außerhalb der Hauptstadtregion ließen bis zur Südamerikameisterschaft 1977 auf sich warten. Damals trat Argentinien im Estadio Monumental José Fierro in San Miguel de Tucumán gegen Brasilien, Uruguay, Paraguay und Chile an. Seit Mitte der 1990er Jahre achtet die UAR darauf, die Heimspiele der Nationalmannschaft möglichst gleichmäßig auf die Regionen zu verteilen und eine Konzentration in der Hauptstadtregion zu vermeiden. Als beliebte Spielorte (mehr als fünf Heimspiele) haben sich neben San Miguel de Tucumán auch das Estadio Malvinas Argentinas in Mendoza, das Estadio Padre Ernesto Martearena in Salta, das Estadio Mario Alberto Kempes in Córdoba und das Estadio del Bicentenario in San Juan etabliert.
Neben Italien ist Argentinien das einzige Land der ersten Stärkeklasse, das bisher noch kein Spiel während einer Weltmeisterschaft ausgerichtet hat. Die UAR bewarb sich für die Weltmeisterschaft 2027, zog die Bewerbung aber zugunsten Australiens zurück.

## Test Matches

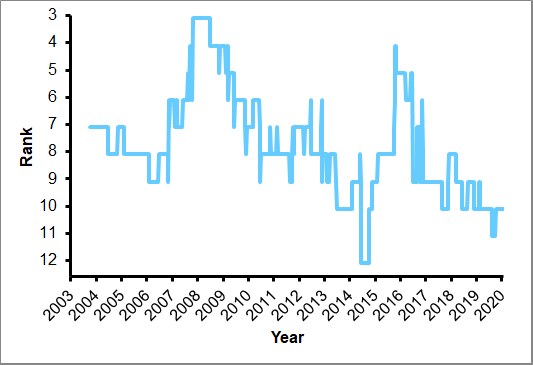
Argentiniens Position in der World-Rugby-Weltrangliste seit dem 10. Oktober 2003

Argentinien hat 224 seiner bisher 452 Test Matches gewonnen, was einer Gewinnquote von 49,56 % entspricht. Die Statistik der Test Matches von Argentinien gegen alle Nationen, alphabetisch geordnet, ist wie folgt (Stand: 12. August 2024):
| Land                    | Spiele | Gewonnen | Unent- schieden | Verloren | % Siege |
| ----------------------- | ------ | -------- | --------------- | -------- | ------- |
| Australien              | 41     | 9        | 3               | 29       | 21,95   |
| Brasilien               | 10     | 10       | 0               | 0        | 100,00  |
| British and Irish Lions | 7      | 0        | 1               | 6        | 0,00    |
| Chile                   | 32     | 32       | 0               | 0        | 100,00  |
| England                 | 29     | 5        | 1               | 23       | 17,24   |
| Fidschi                 | 4      | 3        | 0               | 1        | 75,00   |
| Frankreich              | 56     | 15       | 1               | 40       | 26,79   |
| Georgien                | 5      | 5        | 0               | 0        | 100,00  |
| Irland                  | 20     | 6        | 0               | 14       | 30,00   |
| Italien                 | 24     | 18       | 1               | 5        | 75,00   |
| Japan                   | 7      | 6        | 0               | 1        | 85,71   |
| Kanada                  | 9      | 6        | 0               | 3        | 66,67   |
| Namibia                 | 3      | 3        | 0               | 0        | 100,00  |
| Neuseeland              | 39     | 3        | 1               | 35       | 7,69    |
| Paraguay                | 17     | 17       | 0               | 0        | 100,00  |
| Peru                    | 1      | 1        | 0               | 0        | 100,00  |
| Rumänien                | 9      | 9        | 0               | 0        | 100,00  |
| Samoa                   | 5      | 2        | 0               | 3        | 40,00   |
| Schottland              | 22     | 11       | 0               | 11       | 50,00   |
| Spanien                 | 5      | 5        | 0               | 0        | 100,00  |
| Südafrika               | 38     | 4        | 1               | 33       | 10,53   |
| Tonga                   | 2      | 2        | 0               | 0        | 100,00  |
| Uruguay                 | 35     | 35       | 0               | 0        | 100,00  |
| Venezuela               | 1      | 1        | 0               | 0        | 100,00  |
| Vereinigte Staaten      | 9      | 9        | 0               | 0        | 100,00  |
| Wales                   | 22     | 7        | 1               | 14       | 31,82   |
| Gesamt                  | 452    | 224      | 10              | 218      | 49,56   |

Da die Unión Argentina de Rugby (UAR) lange Zeit nicht dem International Rugby Football Board (IRFB; heute World Rugby) angehörte, erkannten ihre Mitglieder den Begegnungen mit Argentinien nicht den vollen Status als Test Match zu. Ebenso gilt das einzige Länderspiel gegen Rhodesien nicht als Test Match, da dieser Staat international nicht anerkannt war. Im Gegensatz zu mehreren anderen Verbänden erkennt die UAR die Begegnungen mit den Barbarians nicht als Test Matches an. Während das Aufwärmspiel der British and Irish Lions vor ihrer Tour 2005 nach Neuseeland als Test Match anerkannt wird, wird das Vorbereitungsspiel vor der Australientour der Lions 2025 nicht als Test Match gewertet.

## Erfolge

### Weltmeisterschaften
Argentinien hat bisher an allen Weltmeisterschaft teilgenommen und erreichte bei drei Turnieren das Halbfinale, verlor jedoch jeweils gegen Südafrika (2007), Australien (2015) und Neuseeland (2023). Beim Turnier 2007 entschied das Team das Spiel um Platz drei gegen Gastgeber Frankreich für sich. Damit ist Argentinien nach den drei Mehrfachweltmeistern Australien, Neuseeland und Südafrika die erfolgreichste Rugbymannschaft der Südhemisphäre. Zwei weitere Male stieß Argentinien bis ins Viertelfinale vor, verlor aber gegen Frankreich (1999) bzw. Neuseeland (2011). Bei allen anderen Weltmeisterschaften schieden die Pumas jeweils in der Vorrunde aus.
| Jahr | Resultat        | Spiele          | Siege           | Unent.          | Ndlg.           | +/-             | Punkte          |
| ---- | --------------- | --------------- | --------------- | --------------- | --------------- | --------------- | --------------- |
| 1987 | Vorrunde        | 3               | 1               | 0               | 2               | 49:90           | 2               |
| 1991 | Vorrunde        | 3               | 0               | 0               | 3               | 38:83           | 3               |
| 1995 | Vorrunde        | 3               | 0               | 0               | 3               | 69:87           | 0               |
| 1999 | Viertelfinale   | 5               | 3               | 0               | 2               | 137:122         | 4               |
| 2003 | Vorrunde        | 4               | 2               | 0               | 2               | 140:57          | 11              |
| 2007 | 3. Platz        | 7               | 6               | 0               | 1               | 209:93          | 18              |
| 2011 | Viertelfinale   | 5               | 3               | 0               | 2               | 100:73          | 14              |
| 2015 | 4. Platz        | 7               | 4               | 0               | 3               | 250:143         | 15              |
| 2019 | Vorrunde        | 4               | 2               | 0               | 2               | 106:91          | 11              |
| 2023 | 4. Platz        | 7               | 4               | 0               | 3               | 185:156         | 14              |
| 2027 | qualifiziert    | qualifiziert    | qualifiziert    | qualifiziert    | qualifiziert    | qualifiziert    | qualifiziert    |
| 2031 | noch ausstehend | noch ausstehend | noch ausstehend | noch ausstehend | noch ausstehend | noch ausstehend | noch ausstehend |

### The Rugby Championship
Das einzige jährliche Turnier der Pumas ist die seit 2012 ausgetragene Rugby Championship gegen die Wallabies aus Australien, die All Blacks aus Neuseeland und die Springboks aus Südafrika. Vor der Aufnahme Argentiniens im Jahr 2012 war das Turnier als Tri Nations bekannt. Den Argentiniern gelang noch kein Turniersieg. Im Rahmen der Rugby Championship spielt Argentinien gegen die Wallabies um die Puma Trophy, die bereits im Jahr 2000 eingeführt worden war. 2020 kehrte das Turnier für ein Jahr zum alten Format zurück, nachdem Südafrika aufgrund von Reisebeschränkungen und Sicherheitsbedenken im Zusammenhang mit der COVID-19-Pandemie nicht daran teilnahm.
| Land        | Spiele | Siege | Unent. | Ndlg. | Spiel- punkte | Diff. | Bonus punkte | Tabellen- punkte | Titel |
| ----------- | ------ | ----- | ------ | ----- | ------------- | ----- | ------------ | ---------------- | ----- |
| Neuseeland  | 76     | 52    | 0      | 24    | 2054:1449     | + 605 | 35           | 243              | 11    |
| Australien  | 76     | 30    | 3      | 43    | 1591:1817     | − 226 | 34           | 160              | 03    |
| Südafrika   | 72     | 28    | 1      | 43    | 1480:1831     | − 351 | 24           | 138              | 03    |
| Argentinien | 4      | 1     | 2      | 1     | 56:84         | − 28  | 0            | 8                | 0     |

| Land        | Spiele | Siege | Unent. | Ndlg. | Spiel- punkte | Diff. | Bonus- punkte | Tabellen- punkte | Titel |
| ----------- | ------ | ----- | ------ | ----- | ------------- | ----- | ------------- | ---------------- | ----- |
| Neuseeland  | 63     | 51    | 2      | 10    | 2154:1197     | + 957 | 40            | 249              | 09    |
| Südafrika   | 63     | 33    | 4      | 26    | 1637:1383     | + 254 | 30            | 166              | 02    |
| Australien  | 63     | 26    | 3      | 34    | 1411:1735     | − 324 | 14            | 131              | 01    |
| Argentinien | 63     | 12    | 1      | 50    | 1196:2063     | − 867 | 14            | 60               | 0     |

Die Punkte werden wie folgt berechnet: 4 Punkte bei einem Sieg, 2 Punkte bei einem Unentschieden, 0 Punkte bei einer Niederlage (vor möglichen Bonuspunkten), 1 Bonuspunkt für mindestens drei erfolgreiche Versuche mehr als der Gegner, 1 Bonuspunkt bei einer Niederlage mit weniger als sieben Punkten Unterschied.

### Weitere Test Matches und Turniere
Während der Amateurära tourten die Pumas zum Teil monatelang ins Ausland, um gegen andere Nationalteams sowie gegen Regionalauswahlen und Vereinsmannschaften anzutreten. Ebenso waren sie Gastgeber von durch Argentinien tourenden Nationalteams.
Die Touren nach alter Tradition kamen um das Jahr 2000 zum Erliegen. Heute stehen für Test Matches gegen Teams der nördlichen Hemisphäre jedes Jahr zwei Zeitfenster zur Verfügung: Bei den Mid-year Internationals im Juni kommen Teams aus Europa nach Argentinien, bei den End-of-year Internationals im November reisen die Argentinier nach Europa. Dabei spielen die Pumas seit 2012 gegen Irland um den Admiral Brown Cup (benannt nach dem in Irland geborenen Admiral William Brown und Gründer der Seestreitkräfte Argentiniens).
Von 1951 bis 2013 nahm Argentinien an der Südamerikameisterschaft teil. Von den 35 Turnieren in diesem Zeitraum entschieden die Pumas 34 für sich, wobei sie in sämtlichen Partien als Sieger vom Platz gingen. Nur 1981, als Argentinien auf eine Teilnahme verzichtete, holte mit Uruguay eine andere Mannschaft den Titel. Seit 2014 beteiligen sich die Pumas nicht mehr an dieser Kontinentalmeisterschaft und werden durch die Reservemannschaft Argentina XV vertreten.
- Turniersiege (34): 1951, 1958, 1961, 1964, 1967, 1969, 1971, 1973, 1975, 1977, 1979, 1983, 1985, 1987, 1989, 1991, 1993, 1995, 1997, 1998, 2000, 2001, 2002, 2003, 2004, 2005, 2006, 2007, 2008, 2009, 2010, 2011, 2012, 2013

Die Pumas nahmen von 1995 bis 2003 an allen fünf Austragungen der Panamerikameisterschaft teil und entschieden das Turnier jedes Mal für sich.
- Turniersiege (5): 1995, 1996, 1998, 2001, 2003

Die Reserven kommen auch bei der seit 2009 durchgeführten Americas Rugby Championship (informell als „amerikanische Six Nations“ bekannt) zum Einsatz und treffen dort auf andere süd- und nordamerikanische Teams. Von den neun bisher ausgetragenen Turnieren entschieden sie sieben für sich; nur 2017 und 2018 mussten sie den Vereinigten Staaten den Vortritt lassen.

## Spieler

### Aktueller Kader
Die folgenden Spieler bilden den Kader während der Rugby Championship 2025:
| Spieler                | Position         | Mannschaft    | Länderspiele |
| ---------------------- | ---------------- | ------------- | ------------ |
| Simón Benítez Cruz     | Gedrängehalb     | Tarucas       | 03           |
| Gonzalo García         | Gedrängehalb     | Zebre Parma   | 11           |
| Agustín Moyano         | Gedrängehalb     | Dogos         | 02           |
| Tomás Albornoz         | Verbinder        | Benetton      | 17           |
| Gerónimo Prisciantelli | Verbinder        | Racing 92     | 0            |
| Santiago Chocobares    | Innendreiviertel | Toulouse      | 27           |
| Lucio Cinti            | Innendreiviertel | Saracens      | 33           |
| Justo Piccardo         | Innendreiviertel | Montpellier   | 03           |
| Mateo Carreras         | Außendreiviertel | Bayonne       | 27           |
| Bautista Delguy        | Außendreiviertel | Clermont      | 33           |
| Rodrigo Isgró          | Außendreiviertel | Harlequins    | 09           |
| Ignacio Mendy          | Außendreiviertel | Benetton      | 03           |
| Santiago Carreras      | Schlussmann      | Bath          | 55           |
| Benjamín Elizalde      | Schlussmann      | Bristol Bears | 03           |
| Juan Cruz Mallía       | Schlussmann      | Toulouse      | 42           |

| Spieler                   | Position             | Mannschaft     | Länderspiele |
| ------------------------- | -------------------- | -------------- | ------------ |
| Bautista Bernasconi       | Hakler               | Benetton       | 003          |
| Julián Montoya            | Hakler               | Pau            | 108          |
| Ignacio Ruiz              | Hakler               | Perpignan      | 017          |
| Nahuel Tetaz Chaparro     | Pfeiler              | Benetton       | 078          |
| Francisco Coria Marchetti | Pfeiler              | Brive          | 003          |
| Pedro Delgado             | Pfeiler              | Dogos          | 004          |
| Joel Sclavi               | Pfeiler              | La Rochelle    | 027          |
| Mayco Vivas               | Pfeiler              | Oyonnax        | 030          |
| Boris Wenger              | Pfeiler              | Dogos          | 000          |
| Franco Molina             | Zweite-Reihe-Stürmer | Exeter Chiefs  | 012          |
| Pedro Rubiolo             | Zweite-Reihe-Stürmer | Bristol Bears  | 023          |
| Lucas Paulos              | Zweite-Reihe-Stürmer | Bayonne        | 017          |
| Guido Petti               | Zweite-Reihe-Stürmer | Harlequins     | 089          |
| Nicolás D’Amorim          | Flügelstürmer        | Pampas         | 001          |
| Juan Martín González      | Flügelstürmer        | Saracens       | 042          |
| Santiago Grondona         | Flügelstürmer        | Bristol Bears  | 021          |
| Marcos Kremer             | Flügelstürmer        | Clermont       | 073          |
| Pablo Matera              | Flügelstürmer        | Mie Honda Heat | 112          |
| Joaquín Oviedo            | Flügelstürmer        | Perpignan      | 012          |

### Bekannte Spieler

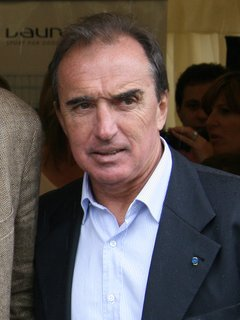
Hugo Porta (2007)

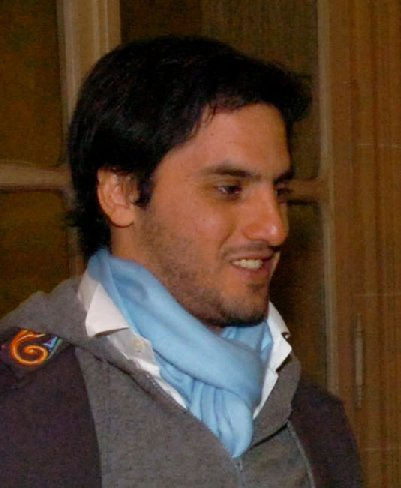
Agustín Pichot (2007)

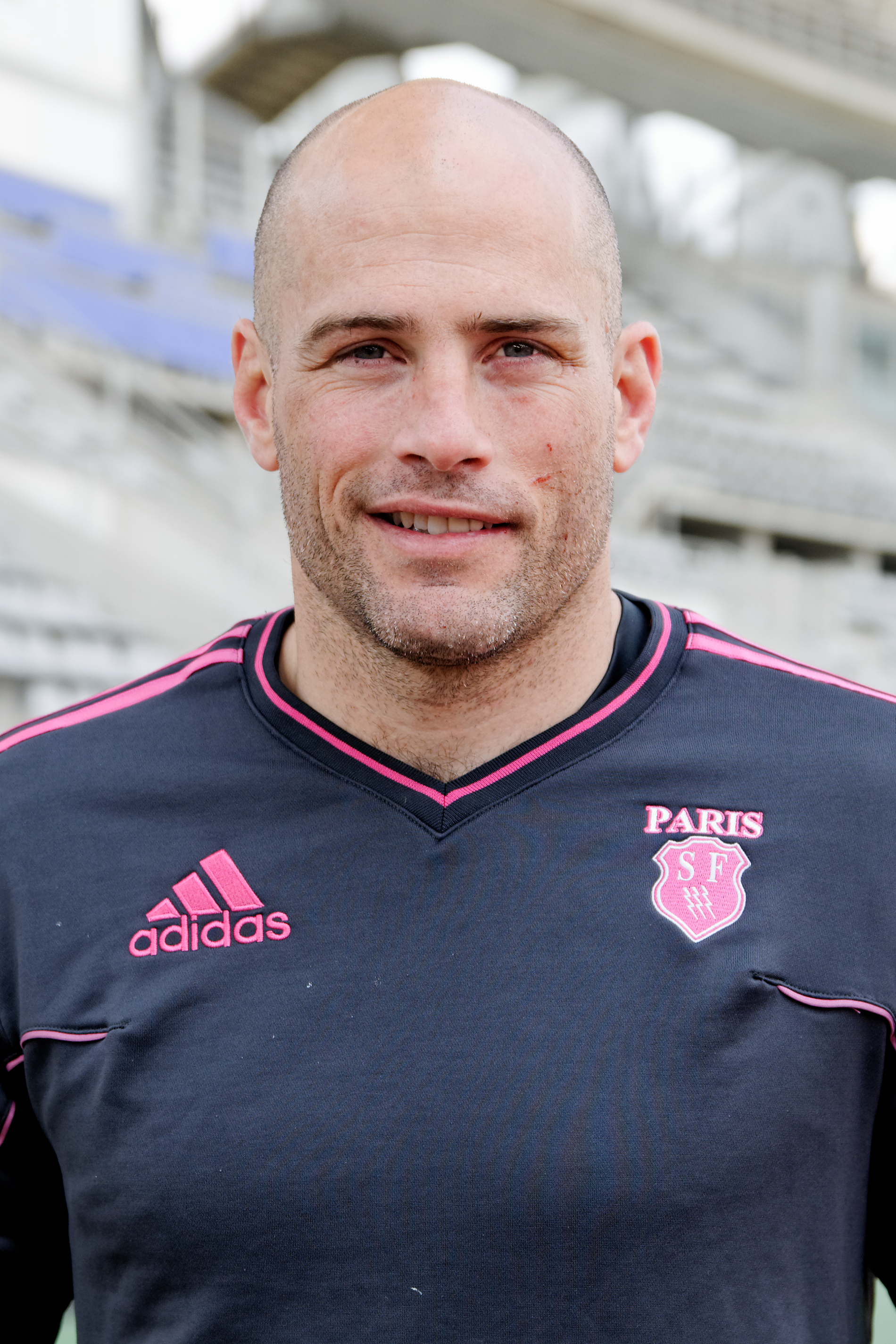
Felipe Contepomi (2012)

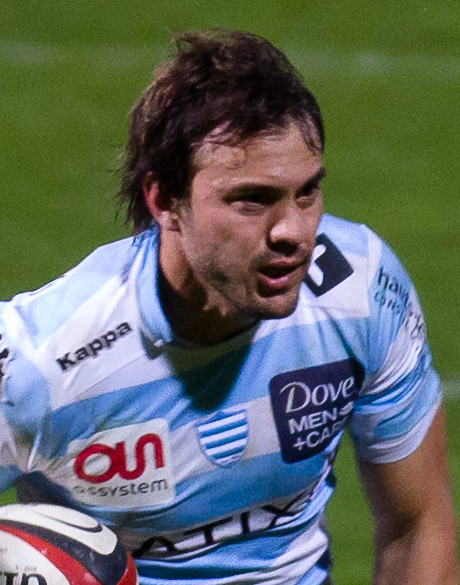
Juan Martín Hernández (2012)

Vier ehemalige argentinische Spieler wurden aufgrund ihrer herausragenden Leistungen in die World Rugby Hall of Fame aufgenommen:
| Spieler               | Position                          | Aufnahme |
| --------------------- | --------------------------------- | -------- |
| Felipe Contepomi      | Verbindungshalb, Innendreiviertel | 2017     |
| Juan Martín Hernández | Verbindungshalb, Schlussmann      | 2023     |
| Agustín Pichot        | Gedrängehalb                      | 2011     |
| Hugo Porta            | Verbindungshalb                   | 2008     |

Drei Rugbyspieler wurden bisher als Argentiniens Sportler des Jahres ausgezeichnet und erhielten die Olimpia de Oro: Bernardo Otaño (1965), Hugo Porta (1985) und Gonzalo Quesada (1999).

### Spielerstatistiken
Nachfolgend sind die wichtigsten Statistiken aufgelistet, die Spieler Argentiniens betreffen. Die mit * markierten Spieler sind noch aktiv und können sich weiter verbessern.
(Stand: Oktober 2024)
| Rang | Name                           | Zeitraum                       | Spiele                         |
| ---- | ------------------------------ | ------------------------------ | ------------------------------ |
| 01   | Agustín Creevy                 | 2005–2024                      | 110                            |
| 02   | Pablo Matera *                 | 2013–2024                      | 107                            |
| 03   | Nicolás Sánchez                | 2010–2023                      | 104                            |
| 04   | Julián Montoya *               | 2014–2024                      | 102                            |
| 05   | Matías Alemanno *              | 2014–2024                      | 097                            |
| 06   | Tomás Cubelli                  | 2010–2023                      | 093                            |
| 07   | Tomas Lavanini *               | 2012–2024                      | 091                            |
| 08   | Felipe Contepomi               | 1998–2013                      | 087                            |
| 09   | Juan Manuel Leguizamón         | 2005–2019                      | 087                            |
| 10   | Drei Spieler mit je 86 Spielen | Drei Spieler mit je 86 Spielen | Drei Spieler mit je 86 Spielen |

| Rang | Name                  | Zeitraum  | Spiele |
| ---- | --------------------- | --------- | ------ |
| 01   | Agustín Creevy        | 2014–2018 | 51     |
| 02   | Lisandro Arbizu       | 1992–2003 | 48     |
| 03   | Julián Montoya *      | 2021–2024 | 39     |
| 04   | Hugo Porta            | 1977–1990 | 38     |
| 05   | Agustín Pichot        | 2000–2007 | 30     |
| 06   | Felipe Contepomi      | 2007–2013 | 25     |
| 07   | J. M. Fernández Lobbe | 2008–2014 | 20     |
| 08   | Pedro Sporleder       | 1996–1999 | 20     |
| 09   | Pablo Matera          | 2018–2022 | 17     |
| 10   | Héctor Silva          | 1967–1971 | 15     |

| Rang | Name                   | Zeitraum  | Punkte |
| ---- | ---------------------- | --------- | ------ |
| 01   | Nicolás Sánchez        | 2010–2023 | 902    |
| 02   | Felipe Contepomi       | 1998–2013 | 651    |
| 03   | Hugo Porta             | 1971–1990 | 590    |
| 04   | Gonzalo Quesada        | 1996–2003 | 486    |
| 05   | Santiago Mesón         | 1987–1997 | 365    |
| 06   | Emiliano Boffelli *    | 2017–2024 | 340    |
| 07   | Federico Todeschini    | 1998–2008 | 256    |
| 08   | Lisandro Arbizu        | 1990–2005 | 183    |
| 09   | Juan Martín Hernández  | 2003–2017 | 176    |
| 10   | Juan Fernández Miranda | 1997–2007 | 158    |

| Rang | Name                             | Zeitraum                         | Versuche                         |
| ---- | -------------------------------- | -------------------------------- | -------------------------------- |
| 01   | José Núñez Piossek               | 2001–2008                        | 29                               |
| 02   | Diego Cuesta Silva               | 1983–1995                        | 28                               |
| 03   | Gustavo Jorge                    | 1989–1994                        | 24                               |
| 04   | Rolando Martín                   | 1994–2003                        | 18                               |
| 05   | Facundo Soler                    | 1996–2002                        | 18                               |
| 06   | Joaquín Tuculet                  | 2012–2019                        | 18                               |
| 07   | Juan Imhoff                      | 2009–2023                        | 17                               |
| 08   | Hernán Senillosa                 | 2002–2007                        | 17                               |
| 09   | Drei Spieler mit je 16 Versuchen | Drei Spieler mit je 16 Versuchen | Drei Spieler mit je 16 Versuchen |

## Trainer

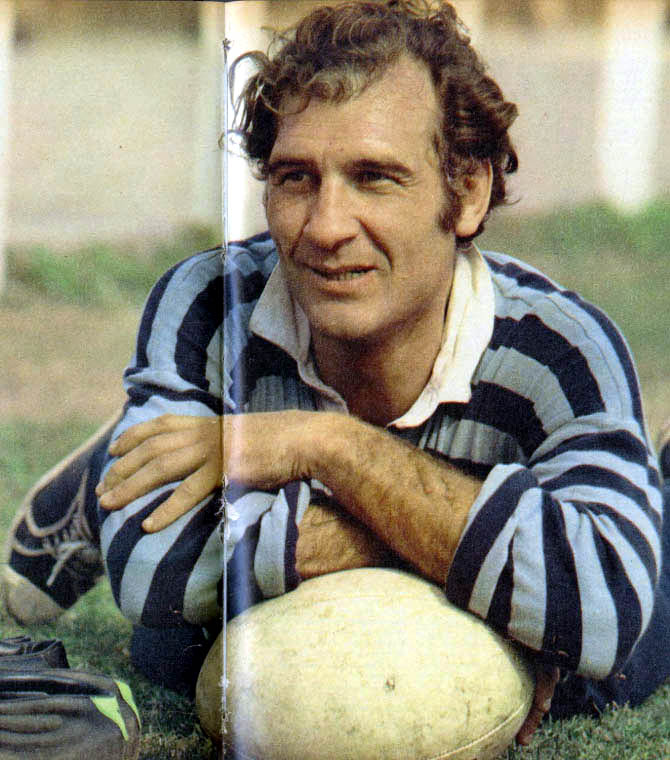
Hector Silva (1978)

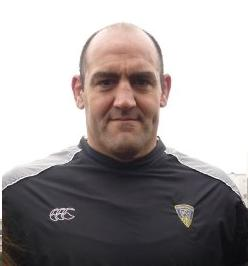
Mario Ledesma (2009)

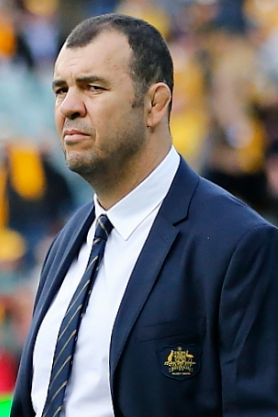
Michael Cheika (2017)

Folgende Personen waren Trainer der argentinischen Nationalmannschaft:
| Jahre     | Name                                                     |
| --------- | -------------------------------------------------------- |
| 1932      | Edmundo Stanfield                                        |
| 1936      | Luis Cilley, Carlos Huntley-Robertson, Edmundo Stanfield |
| 1954      | Juan C. Wells                                            |
| 1956      | Dermot Cavanagh, Horacio Savino                          |
| 1959      | Jorge Merelle                                            |
| 1960      | Robert Galarga                                           |
| 1960      | Saturnino Racimo                                         |
| 1965      | Izak van Heerden                                         |
| 1965–1973 | Ángel Guastella                                          |
| 1974      | Carlos Villegas                                          |
| 1975      | Eduardo Poggi                                            |
| 1976–1977 | Carlos Villegas                                          |
| 1978      | Ángel Guastella                                          |
| 1978–1980 | Aitor Otaño                                              |
| 1980–1983 | Rodolfo O’Reilly                                         |
| 1983–1987 | Héctor Silva                                             |
| 1987–1990 | Rodolfo O’Reilly                                         |
| 1990–1993 | Luis Gradín                                              |
| 1993–1994 | Héctor Méndez                                            |
| 1994–1995 | Alejandro Petra                                          |
| 1995      | Alex Wyllie, Héctor Méndez                               |
| 1995–1999 | Alex Wyllie                                              |
| 1999–2007 | Marcelo Loffreda                                         |
| 2007–2013 | Santiago Phelan                                          |
| 2013–2018 | Daniel Hourcade                                          |
| 2018–2022 | Mario Ledesma                                            |
| 2022–2023 | Michael Cheika                                           |
| seit 2024 | Felipe Contepomi                                         |